# Maxime Vachier-Lagrave
Maxime Vachier-Lagrave, souvent abrégé en MVL,, est un joueur d'échecs français né le 21 octobre 1990 à Nogent-sur-Marne (Val-de-Marne).
Grand maître international depuis 2005, il est champion du monde junior en 2009 et remporte trois fois le championnat de France d'échecs (2007, 2011, et 2012 où il partage le titre avec Romain Édouard, Christian Bauer et Étienne Bacrot) et quatre fois le festival d'échecs de Bienne (2009, 2013, 2014 et 2015).
En août 2016, après sa victoire au tournoi d'échecs de Dortmund, son classement Elo dépasse les 2 800 points, seuil symbolique franchi par de très rares joueurs de l'élite mondiale ; il atteint 2 819 points Elo et occupe alors la deuxième place mondiale, derrière le champion du monde Magnus Carlsen. Il redevient le no 2 mondial en septembre 2017, avec un classement Elo de 2 804 points après sa victoire à la coupe Sinquefield 2017.
En juillet 2019, après sa victoire au tournoi préliminaire du tournoi Norway Chess, il devient le numéro un mondial en blitz avec un classement Elo en blitz de 2 948 points. En septembre 2019, après sa victoire au tournoi rapide et blitz du Grand Chess Tour de Paris (27 juillet au 1er août 2019), il devient le numéro un mondial en parties rapides avec un classement Elo rapide de 2 867 points. Il participe au Tournoi des candidats 2020, interrompu pendant près d'un an en raison de la pandémie de Covid-19, et finit deuxième du tournoi après sa reprise en avril 2021.
Le 30 décembre 2021, il remporte le championnat du monde de blitz à Varsovie, à l'issue d'un match de départage face au Polonais Jan-Krzysztof Duda.
Au 3 juin 2025, Maxime Vachier-Lagrave est le 19e joueur mondial avec un classement Elo de 2 736 points et le numéro 2 français.
En février 2025, il annonce intégrer Team Vitality.

## Biographie et carrière

### Enfance et formation
Né d'un père informaticien, Maxime Vachier-Lagrave grandit au Plessis-Trévise (Val-de-Marne).
Il commence les échecs à l'âge de cinq ans et est inscrit l'année d'après au club d'échecs de Créteil où il est remarqué par le maître international Eric Birmingham, qui y enseigne alors.
En 1997, il devient champion de France de sa catégorie (moins de 8 ans), ainsi qu'en 1999 (moins de 10 ans), en 2000 (moins de 12 ans) et 2002 (moins de 16 ans). Il remporte la médaille de bronze aux championnats du monde de la jeunesse en 2000 ainsi qu'en 2001 et 2005, et la médaille d'argent au championnat du monde de moins de 14 ans en 2003.

### Grand maître international à quatorze ans (2005)
Maxime Vachier-Lagrave est l'un des plus jeunes grands maîtres de l'histoire des échecs (Abhimanyu Mishra est le plus jeune à le devenir à 12 ans et 4 mois). Il obtint le titre en février 2005, à 14 ans et 4 mois, après avoir obtenu trois normes grâce à ses performances en 2004 et 2005 :
- troisième du championnat de Paris en juillet 2004 ;
- premier ex æquo du tournoi du NAO Chess Club à Paris en décembre 2004 ;
- deuxième de l'open de grands maîtres d'Évry en février 2005.

### Champion de France à seize ans (2007)
Le 25 août 2007, il devient, à 16 ans et 10 mois, champion de France en battant Vladislav Tkachiev 2-0 en blitz de départage, après une égalité 1 partout dans les parties rapides. C'est le 2e plus jeune champion de France de l'histoire des échecs français, après Étienne Bacrot, sacré à 16 ans et 7 mois.
Le 25 août 2011, il remporte pour la seconde fois le championnat de France. Il conserve son titre en 2012.

### Champion du monde junior (2009)
Le 3 novembre 2009, il devient champion du monde junior, avec 10,5/13, lors du championnat organisé en Argentine, vingt et un ans après le titre remporté par son compatriote Joël Lautier.

### Vainqueur du festival de Bienne
Fin juillet 2009, Vachier-Lagrave remporte pour la première fois, le tournoi de grands maîtres du 42e Festival international de Bienne avec 6 pts sur 10 (2 victoires et 8 nulles), devant Vassili Ivantchouk, Aleksandr Morozevitch et Boris Guelfand. C'est la première fois qu'un Français gagne un tournoi de catégorie aussi élevée (catégorie 19). L'année suivante, en 2010, il termine à la première place ex æquo mais est battu lors des départages par Fabiano Caruana. En 2011, il est troisième du tournoi remporté par Carlsen. De 2013 à 2015, il remporte trois fois de suite le tournoi.
En 2011, il participe pour la première fois au tournoi de Wijk aan Zee (tournoi Tata Steel) et finit cinquième ex æquo après avoir annulé sa partie avec le numéro un mondial Magnus Carlsen.

### Championnats de France des clubs
Avant 2007, Vachier-Lagrave jouait dans les équipes du NAO Chess Club avec lequel il remporta quatre titres consécutifs de champion de France (Top 16) en 2003, 2004, 2005 et 2006. Le NAO devient le Paris Chess Club en 2007, dans lequel il joue.
En 2008, 2009 et 2010, il joue avec l'équipe d'Évry Grand Roque avec laquelle il remporte le titre national (Top 16) en 2009. En 2010, il rejoint Clichy Échecs 92 avec laquelle il remporte le titre de champion de France (Top 12) en 2012, 2013, 2014, 2016 et 2017. En 2019, il rejoint Asnières - Le Grand Echiquier qui termine vice-champion en 2019, 2021 et 2022.

### Champion d'Europe de blitz (2010 et 2012)
En décembre 2010 et 2012, il remporte le championnat d'Europe de blitz à Varsovie. En décembre 2012, il finit premier ex-æquo (deuxième au départage) du championnat d'Europe de parties rapides. En 2015, il finit deuxième du championnat du monde de blitz.

### Coupes du monde d'échecs

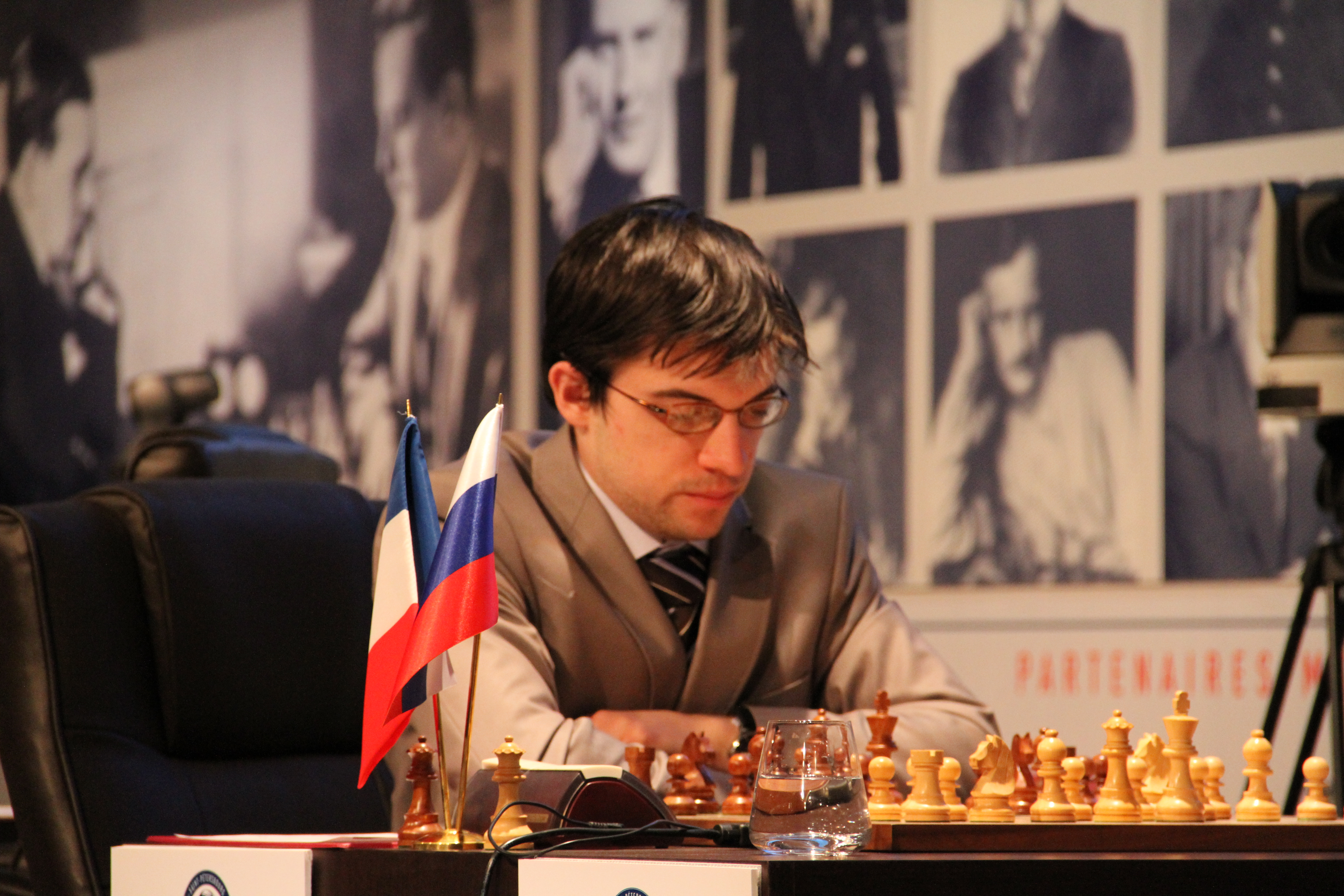
MVL au Mémorial Alekhine 2013.

Maxime Vachier-Lagrave a participé à la coupe du monde d'échecs (qualificative pour le tournoi des candidats) à six reprises, parvenant trois fois en demi-finale de la compétition (en 2013, 2017 et 2019).
| Année | Lieu            | Résultat                            | Ultimes adversaires                                                              | Adversaires battus                                                                                |
| ----- | --------------- | ----------------------------------- | -------------------------------------------------------------------------------- | ------------------------------------------------------------------------------------------------- |
| 2009  | Khanty-Mansiïsk | quatrième tour (huitième de finale) | Boris Guelfand (vainqueur de la coupe du monde)                                  | Yu Shaoteng, Georg Meier Yu Yangyi                                                                |
| 2011  | Khanty-Mansiïsk | deuxième tour                       | Bu Xiangzhi                                                                      | Ziaur Rahman                                                                                      |
| 2013  | Tromsø          | demi-finaliste (sixième tour)       | Vladimir Kramnik (vainqueur de la coupe du monde)                                | Alexander Shabalov, Isan Reynaldo Ortiz Suárez, Leinier Domínguez, Boris Guelfand Fabiano Caruana |
| 2015  | Bakou           | quart de finale (cinquième tour)    | Anish Giri                                                                       | Isan Reynaldo Ortiz Suárez Gabriel Sargissian Ievgueni Tomachevski Wesley So                      |
| 2017  | Tbilissi        | demi-finaliste (sixième tour)       | Levon Aronian (vainqueur de la coupe du monde)                                   | Muhammad Khusenkhojaev, Boris Gratchev, Aleksandr Lenderman, Aleksandr Grichtchouk, Peter Svidler |
| 2019  | Khanty-Mansiïsk | troisième (demi-finaliste)          | Teimour Radjabov (vainqueur de la coupe du monde)Yu Yangyi (match de classement) | Daniel Anwuli, Igor Kovalenko Dmitri Iakovenko, Peter Svidler Levon Aronian, Yu Yangyi            |
| 2021  | Sotchi          | huitième de finale                  | Sergueï Kariakine (finaliste)                                                    | Elshan Moradi David Paravian Rameshbabu Praggnanandhaa                                            |
| 2023  | Bakou           | troisième tour                      | Javokhir Sindarov                                                                | Valentin Dragnev                                                                                  |

### Olympiades et championnats d'Europe par équipes
En 2013, il fait partie de l'équipe de France qui termine vice-championne d'Europe d'Échecs par équipes à Varsovie. Il en est le deuxième échiquier.
Maxime Vachier-Lagrave a représenté la France lors de six olympiades (de 2006 à 2016). Il joue au premier échiquier depuis 2010. Avec la France, il a remporté à deux reprises la médaille d'argent par équipes lors du championnat d'Europe en 2013 et 2021 (il jouait au deuxième échiquier).

### Vice-champion du monde de blitz 2015

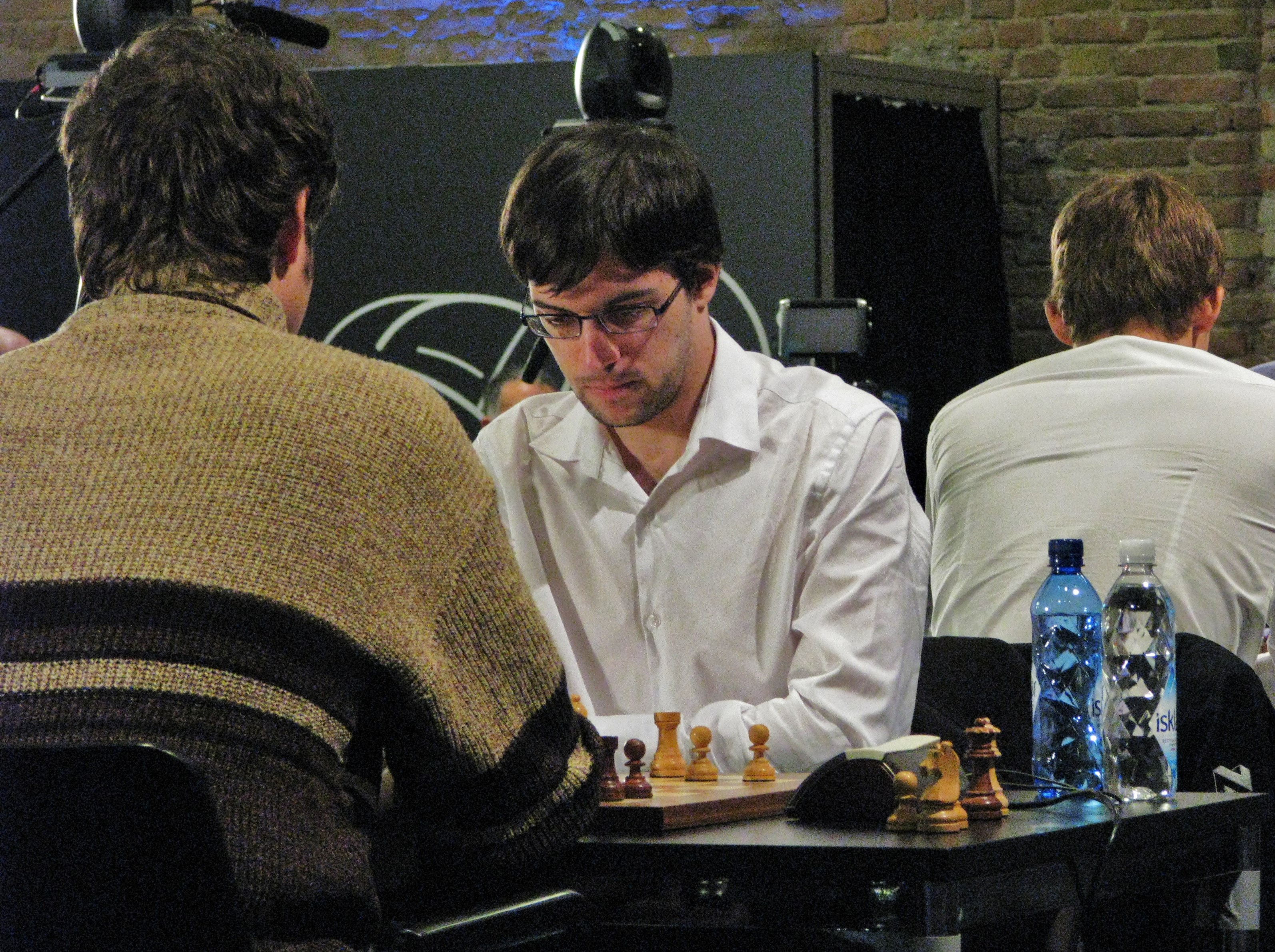
Vachier-Lagrave au championnat du monde de blitz de Berlin en 2015.

En février 2015, Vachier-Lagrave finit deuxième ex æquo du tournoi de Wijk aan Zee (tournoi Tata Steel).
En octobre 2015, il remporte la médaille d'argent au championnat du monde de blitz à Berlin derrière Aleksandr Grichtchouk et devant Vladimir Kramnik avec une performance à 2 877 points Elo.

### Quatrième du Grand Chess Tour 2015
En 2015, à la suite du retrait de Vladimir Kramnik et de Wesley So, Maxime Vachier-Lagrave, onzième joueur mondial, est sélectionné pour participer au Grand Chess Tour 2015, composé de trois super-tournois :
- le tournoi Norway Chess (Vachier-Lagrave finit 4e-5e) ;
- la Coupe Sinquefield (2e-5e place) ;
- le tournoi Chess Classic de Londres.

Il termine premier ex-æquo du Chess Classic de Londres, à égalité avec Magnus Carlsen et Anish Giri et réalise une performance Elo de 2 865 avec 5,5 points sur 9 possibles. Il se classe finalement troisième du tournoi de Londres après un départage controversé (ayant battu Giri en parties rapides, il finit néanmoins derrière celui-ci à cause d'un moins bon départage au système Sonneborn-Berger) et quatrième du classement général du Grand Chess Tour. Cette place ne lui permet pas de se qualifier pour l'édition 2016 du circuit mais il y participera toutefois comme invité (wild card) des organisateurs.
Du 9 au 12 juin 2016, lors de l'étape parisienne du Grand Chess Tour, composée d'un tournoi rapide et d'un tournoi de blitz Vachier-Lagrave termine troisième, devancé par Hikaru Nakamura et le champion du monde en titre, Magnus Carlsen.

### Vainqueur à Dortmund et numéro deux mondial (août 2016)

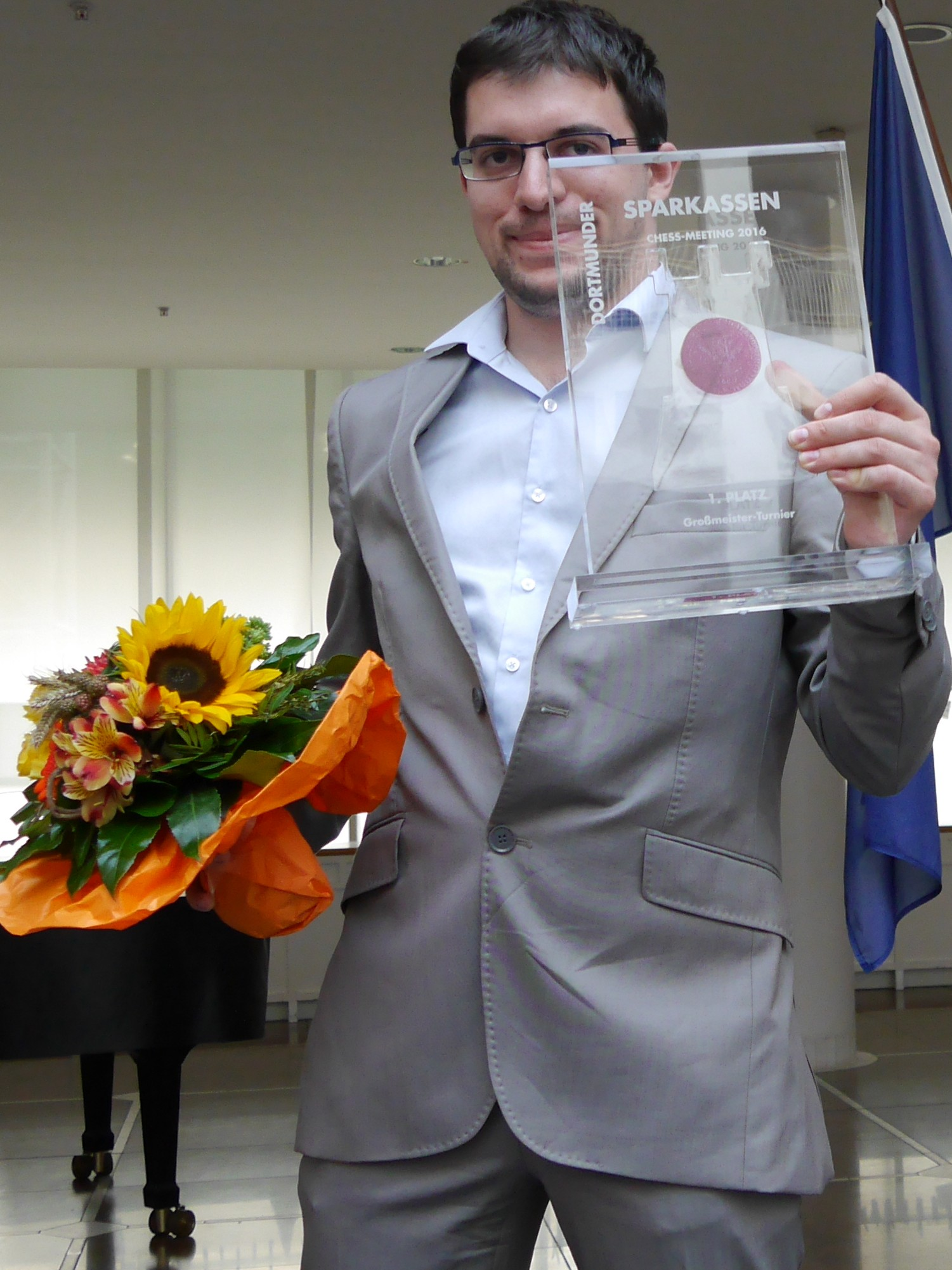
Vachier-Lagrave vainqueur à Dortmund en 2016.

En juillet 2016, Maxime Vachier-Lagrave remporte le tournoi de Dortmund, puis défait en match le Russe Peter Svidler lors du Festival d'échecs de Bienne ; il remporte à cette occasion 21 points Elo, ce qui le fait passer de la 4e à la 2e place au classement mondial
Au 1er août, son classement Elo bondit de 2798 à 2 819 points, un record pour un joueur français (premier Français dépassant la barre symbolique des 2 800 points Elo) ; il confirme alors être l'un des concurrents directs du numéro 1 mondial, le Norvégien Magnus Carlsen,,,. Il entre à cette époque dans le club très fermé des joueurs à plus de 2 800 points Elo, avec le 7e meilleur classement Elo de tous les temps.

### Vainqueur de la coupe Sinquefield et numéro deux mondial (2017)
En août 2017, Maxime Vachier-Lagrave sort vainqueur de la coupe Sinquefield face à plusieurs joueurs de l'élite mondiale, tels que Levon Aronian, Fabiano Caruana, Wesley So, Hikaru Nakamura et le champion du monde Magnus Carlsen.
Il occupe la deuxième place au classement mondial de septembre 2017.
À la suite de sa demi-finale perdue à la Coupe du monde d'échecs 2017, Vachier-Lagrave est éliminé du tournoi des candidats au championnat du monde de 2018, les organisateurs du tournoi des candidats de Berlin choisissant de donner leur wild card (invitation) à Vladimir Kramnik.

### Deuxième du Grand Chess Tour en 2017, 2018, 2019 et 2021

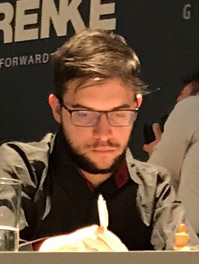
Vachier-Lagrave lors du tournoi Grenke 2019 à Karlsruhe.

En 2017, Maxime Vachier-Lagrave finit deuxième du classement général du Grand Chess Tour grâce à sa deuxième place au tournoi de parties rapides et blitz de Paris, sa victoire à la Coupe Sinquefield et sa troisième place au tournoi de Londres.
En 2018, lors des tournois du Grand Chess Tour, il finit cinquième ex æquo de la Coupe Sinquefield, deuxième ex æquo du tournoi rapide et blitz de Louvain, vainqueur du tournoi de blitz de Saint-Louis et se qualifie pour la finale du Grand Chess Tour à Londres, où il est battu par le grand maître Hikaru Nakamura.
En 2019, il remporte le tournoi rapide et blitz de Paris, finit deuxième ex æquo des tournois rapides et blitz d'Abidjan et de Saint-Louis, puis se qualifie pour la finale du Grand Chess Tour à Londres en battant le champion du monde Magnus Carlsen. Il perd la finale face à Ding Liren.
En avril 2019, il finit troisième ex æquo du tournoi Grenke, disputé à Baden-Baden et Karlsruhe.
En 2021, il est à nouveau deuxième du classement général du Grand Chess Tour après ses victoires au tournoi rapide et blitz de Zagreb en Croatie et à la Coupe Sinquefield.

### Tournoi des candidats 2020-2021

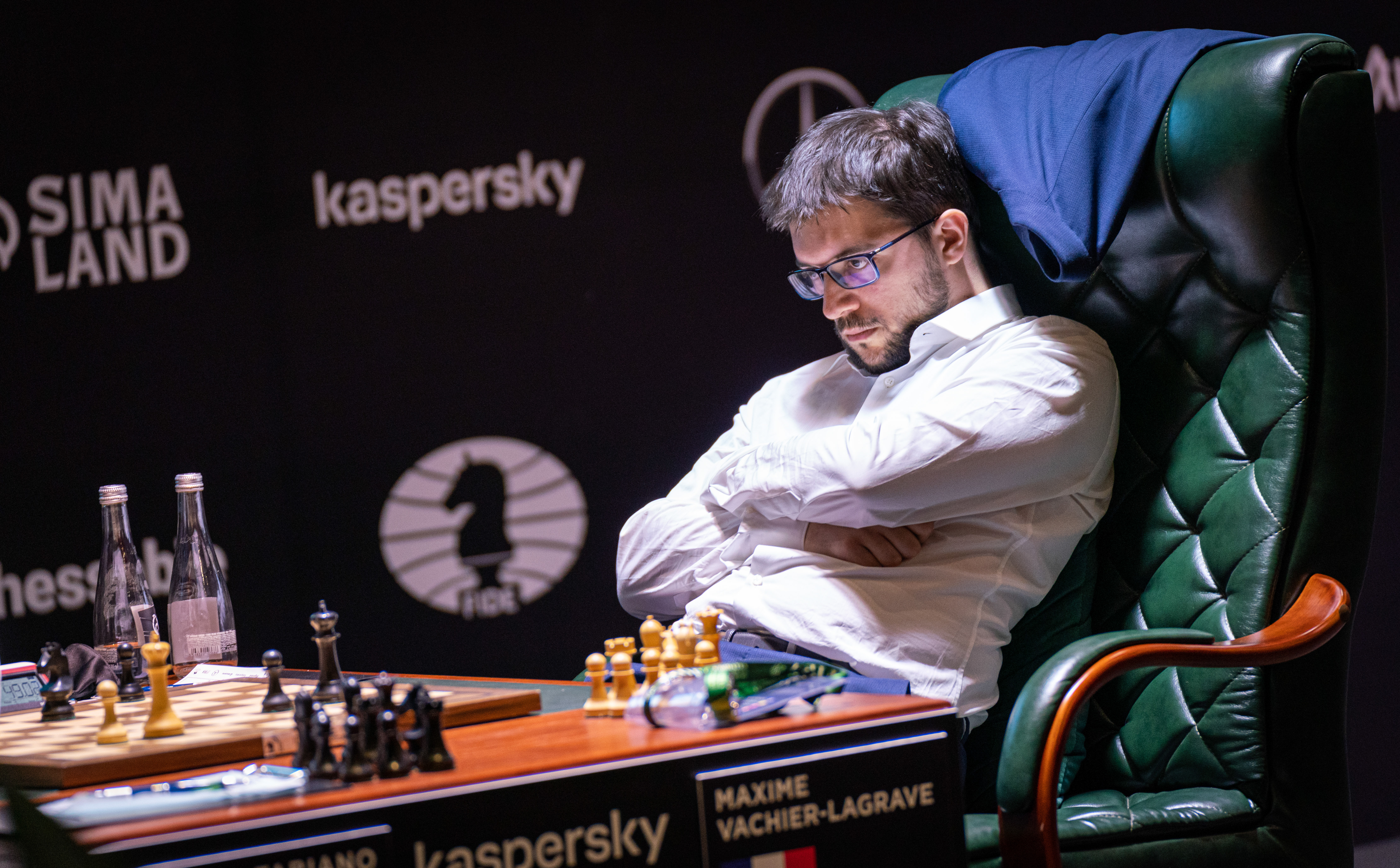
Maxime Vachier-Lagrave lors du tournoi des candidats 2021 à Iekaterinbourg.

Maxime Vachier-Lagrave finit à la troisième place du Grand Prix FIDE 2019, où seules les deux premières places sont qualificatives pour le tournoi des candidats 2020, visant à déterminer le challenger du championnat du monde. Il finit aussi troisième de la Coupe du monde d'échecs 2019, où seules les deux premières places sont qualificatives pour le tournoi des candidats. Il est par ailleurs le deuxième joueur possédant plus haut classement Elo moyen (moyenne des classements Elo pendant une année, derrière Anish Giri), mais n'est pas qualifié car seul le plus haut Elo moyen de la période est retenu pour le tournoi des candidats.
Les organisateurs russes du tournoi des candidats ont la liberté de choisir un huitième participant ; ils choisissent finalement en décembre 2019 le jeune russe Kirill Alekseïenko, troisième au tournoi Grand Suisse FIDE (open de l'île de Man 2019), au détriment de Vachier-Lagrave.
Néanmoins, après le forfait de l'Azerbaïdjanais Teimour Radjabov du tournoi des candidats, en raison des risques causés par la pandémie de Covid-19, Maxime Vachier-Lagrave est invité début mars 2020 à participer au tournoi à la place de Radjabov.
Mais, en mars 2020, la FIDE annonce la suspension du tournoi après la septième ronde, alors que Maxime Vachier-Lagrave est en tête, ex æquo à 4,5 points avec Ian Nepomniachtchi. À l'issue du tournoi qui reprend un an plus tard en avril 2021, Vachier-Lagrave finit à la deuxième place avec 8 points, un demi-point derrière le vainqueur Nepomniachtchi, qui remporte ainsi le droit de défier Magnus Carlsen pour le prochain championnat du monde.

### Champion du monde de blitz 2021
Le 30 décembre 2021 à Varsovie (Pologne), Maxime Vachier-Lagrave remporte le championnat du monde de blitz 2021 avec un score de 15/21, en battant Jan-Krzysztof Duda aux départages. Le Français Alireza Firouzja prend la médaille de bronze avec lui aussi un score de 15/21.
Durant le tournoi, Maxime Vachier-Lagrave bat notamment le champion du monde de cadence longue et triple champion du monde de blitz en titre Magnus Carlsen.

## Style de jeu
Maxime Vachier-Lagrave est réputé pour avoir un répertoire d'ouvertures centré sur quelques ouvertures précises, ce qui le rend redoutable dessus, tout en l'exposant aux préparations théoriques de ses adversaires. Côté pièces blanches, il joue principalement l'ouverture du pion roi (« 1. e4 »). Côté pièces noires, il joue principalement la sicilienne Najdorf contre 1. e4 et la défense Grünfeld contre 1. d4. Depuis 2022, il a également ajouté à son répertoire la variante du gambit dame accepté (sur 1. d4 pour les blancs) afin d'être moins prévisible pour ses adversaires.
Vachier-Lagrave a un style de jeu assez tactique, recherchant surtout à obtenir des positions dynamiques. Il n'hésite pas pour cela à sacrifier des pions pour l'initiative ou pour libérer son jeu, en particulier lorsqu'il joue la Grünfeld avec les Noirs. Il est également reconnu pour sa maîtrise des finales.

## Secondants
En 2019, lors du Grand Prix FIDE qui se déroule à Riga et qui offre deux places qualificatives au Tournoi des candidats 2020, Maxime Vachier-Lagrave a pour secondant le grand maître français Étienne Bacrot. Leur collaboration, qui avait débuté en 2015, cesse en 2022.

## Palmarès

### Compétitions de jeunes
| Année | Faits notables                                                                |
| ----- | ----------------------------------------------------------------------------- |
| 1997  | Champion de France des moins de 8 ans (à six ans)                             |
| 1999  | Champion de France des moins de 10 ans (à huit ans)                           |
| 2000  | Champion de France des moins de 12 ans (à neuf ans)                           |
| 2000  | Médaille de bronze au championnat du monde des moins de 10 ans.               |
| 2000  | (Cap d'Agde) Match des prodiges contre David Howell : 5,5-2,5                 |
| 2001  | Médaille de bronze au championnat du monde des moins de 12 ans.               |
| 2002  | Champion de France des moins de 16 ans (à onze ans)                           |
| 2003  | Vice-champion de France des moins de 18 ans (à douze ans)                     |
| 2003  | Vice-champion du monde des moins de 14 ans (victoire de S. Jyhalka).          |
| 2004  | Champion de France junior (moins de 20 ans) à treize ans et demi.             |
| 2005  | Sixième du tournoi Young Masters de Lausanne (+1, −4, =1)                     |
| 2005  | Grand maître international à moins de 15 ans.                                 |
| 2005  | Troisième du championnat du monde des moins de 16 ans (victoire de Lenderman) |
| 2006  | Vainqueur du septième Young Masters de Lausanne (bat en finale Wang Yue)      |
| 2009  | Champion du monde junior (vainqueur au départage devant S. Jyhalka)           |
| 2010  | Deuxième place aux classements mondiaux juniors de janvier et mars 2010.      |

### Championnats de France
| Année | Résultats notables                                                            |
| ----- | ----------------------------------------------------------------------------- |
| 2002  | 15e-23e du championnat de France accession à Val-d'Isère : 7 / 11             |
| 2003  | 3e-7e du championnat de France accession à Aix-les-Bains : 8 / 11             |
| 2004  | 10e du championnat de France à Val-d'Isère : 4,5 / 11                         |
| 2005  | Troisième du championnat de France d'échecs à Chartres (victoire de Lautier)  |
| 2006  | Cinquième du championnat de France à Besançon (6 / 11)                        |
| 2007  | Champion de France à 16 ans à Aix-les-Bains (après départage contre Tkachiev) |
| 2008  | Vice-champion de France (battu au départage par Bacrot)                       |
| 2009  | Vice-champion de France (victoire de Tkachiev)                                |
| 2011  | Deuxième titre de champion de France à Caen                                   |
| 2012  | Troisième titre de champion de France (titre partagé) à Pau                   |

### Compétitions internationales par équipes
| Année | Résultats notables |
| ----- | --- |
| 2006  | Participation à l'Olympiade de Turin (6 / 10 à l'échiquier de réserve, la France finit septième)                                      |
| 2010  | Participation à la Coupe d'Europe des clubs d'échecs (4 / 7 au 5e échiquier) (l'équipe de Bakou termine quatrième)                    |
| 2010  | Participation à l'Olympiade de Khanty-Mansiïsk (5 / 11 au 1er échiquier, la France finit dixième)                                     |
| 2013  | Médaille d'argent par équipes au championnat d'Europe par équipes (5,5 / 9, 6e place au 2e échiquier)                                 |
| 2013  | Médaille d'argent individuelle au 1er échiquier à la Coupe d'Europe des clubs d'échecs (5 / 6) (l'équipe de Clichy termine quatrième) |
| 2014  | Participation à l'Olympiade de Tromsø (6 / 10, 10e place au 1er échiquier, la France finit treizième)                                 |
| 2015  | Médaille d'argent individuelle au 1er échiquier au championnat d'Europe par équipes (6 / 9) (la France finit quatrième)               |
| 2015  | Médaille d'argent individuelle au 4e échiquier à la Coupe d'Europe des clubs d'échecs (4 / 6) (l'équipe de Padoue termine quatrième)  |
| 2016  | Participation à l'Olympiade de Bakou (6,5 / 9, 9e place au 1er échiquier, la France finit huitième)                                   |
| 2018  | Participation à l'Olympiade de Batoumi (6,5 / 10, 6e place au 1er échiquier, la France finit neuvième)                                |
| 2021  | Médaille d'argent par équipes au championnat d'Europe par équipes (5,5 / 9, 6e place au 2e échiquier)                                 |

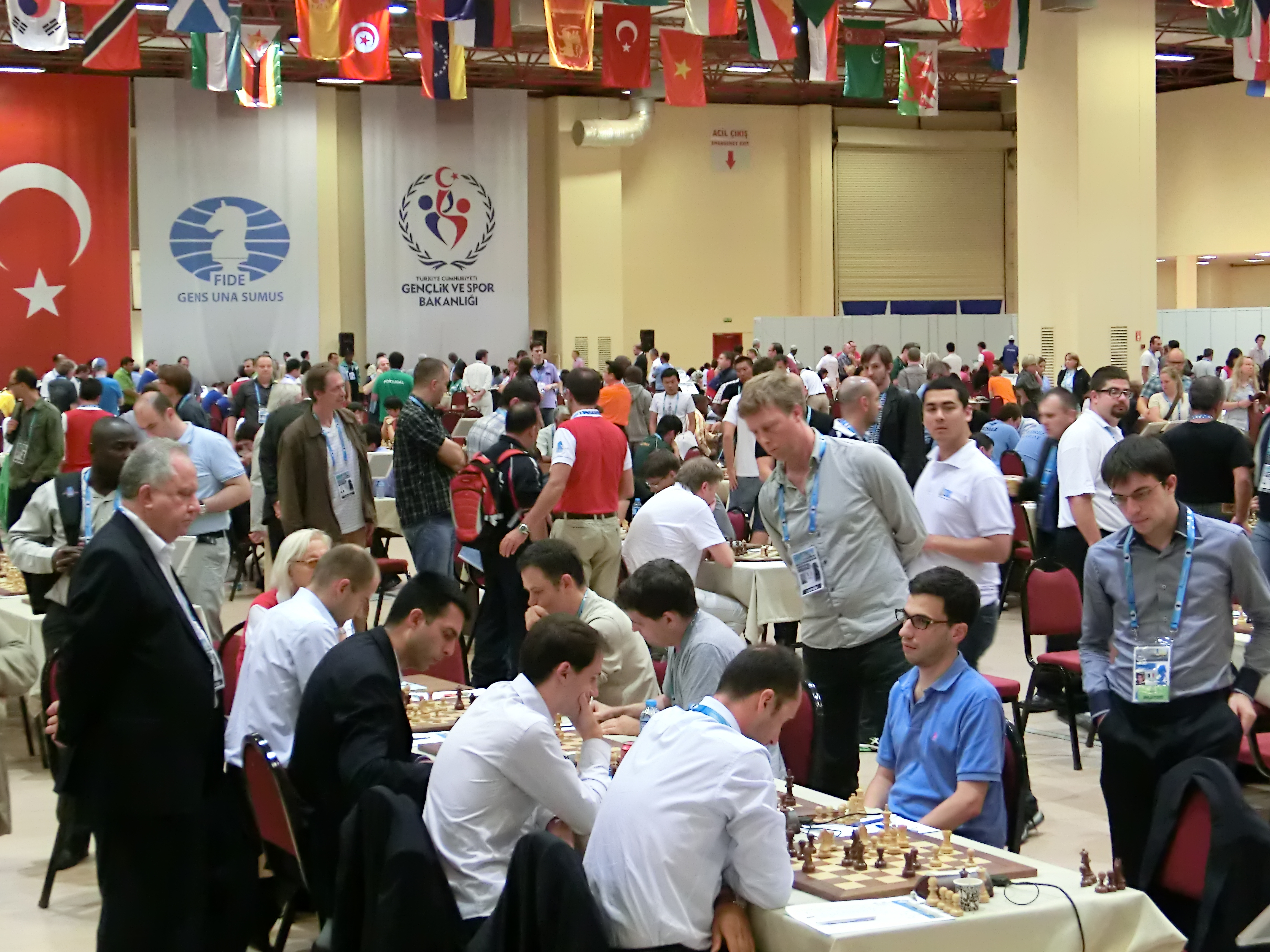
L'équipe de France d'échecs lors de l'olympiade de 2012 à Istanbul, durant le match contre la Bulgarie (Vachier-Lagrave est debout à droite, face à Veselin Topalov).

En 2022, Vachier-Lagrave ne participa pas à l'Olympiade d'échecs disputée à Chennai.

### Tournois classiques

#### Festival de Bienne
| Année | Résultats notables                                                                                                |
| ----- | --- |
| 2008  | Vainqueur du tournoi de grands maîtres du Festival de Bienne, devant Aleksandr Morozevitch et Vassili Ivantchouk. |
| 2009  | 1er-3e du festival d'échecs de Bienne (battu par Caruana lors des départages)                                     |
| 2011  | Troisième du festival de Bienne (victoire de Carlsen)                                                             |
| 2012  | 4e-12e de l'open de maîtres de Bienne (7,5 / 11)                                                                  |
| 2013  | Vainqueur du tournoi de grands maîtres du Festival de Bienne (après départages)                                   |
| 2014  | Vainqueur du tournoi de grands maîtres du Festival de Bienne                                                      |
| 2015  | Quatrième victoire au tournoi de grands maîtres du Festival de Bienne                                             |
| 2016  | (Bienne) Vainqueur du match classique contre Svidler (3 à 1, +2 =2)                                               |
| 2016  | Vainqueur du match rapide contre Svidler (Masters Challenge) à Bienne (2,5-1,5)                                   |
| 2016  | Vainqueur du tournoi exhibition de Bienne en blitz (bat Svidler en départage)                                     |
| 2018  | 3e-4e du tournoi de Bienne (victoire de Mamedyarov devant Carlsen)                                                |

#### Années 2000

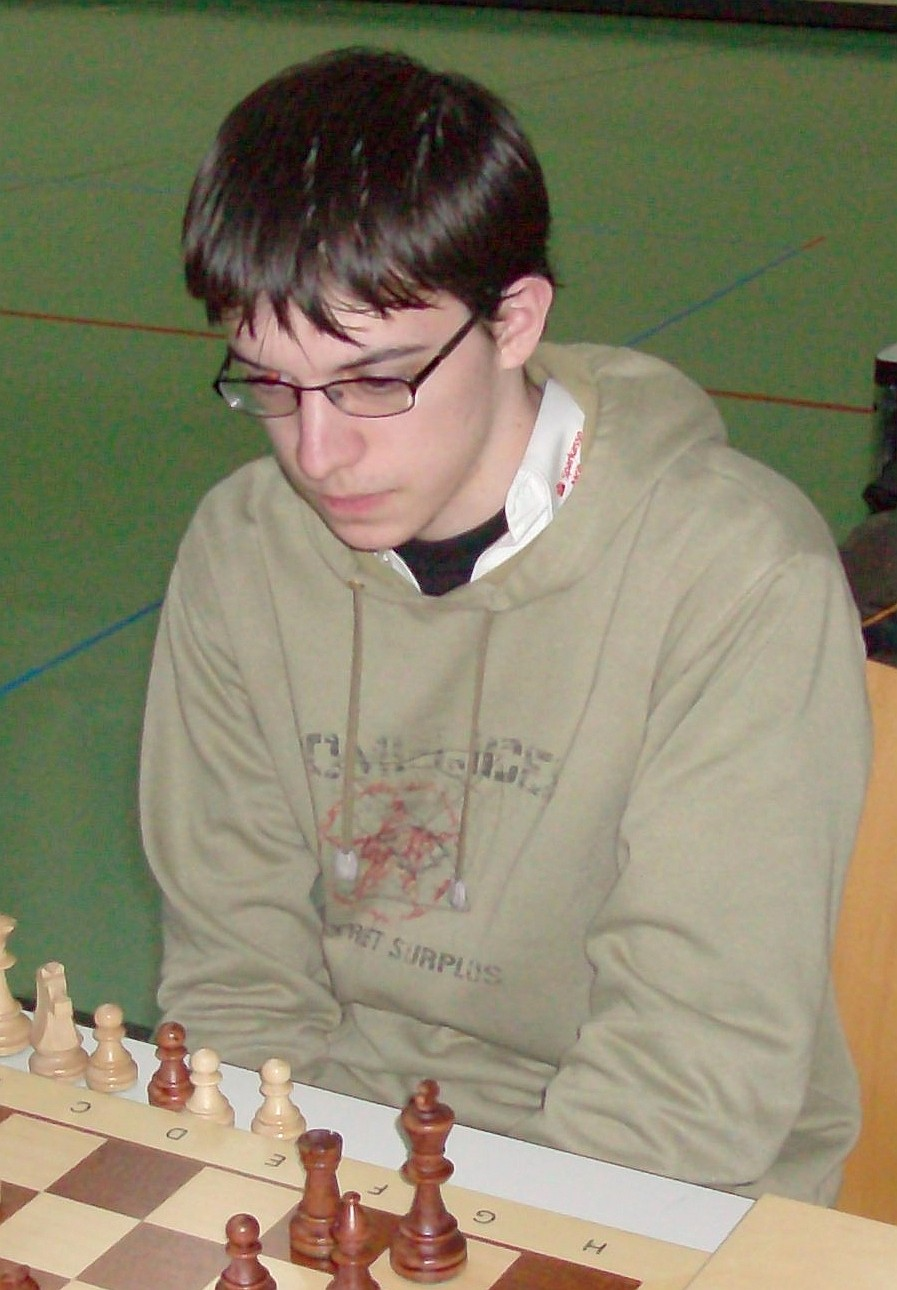
Maxime Vachier-Lagrave en 2008.

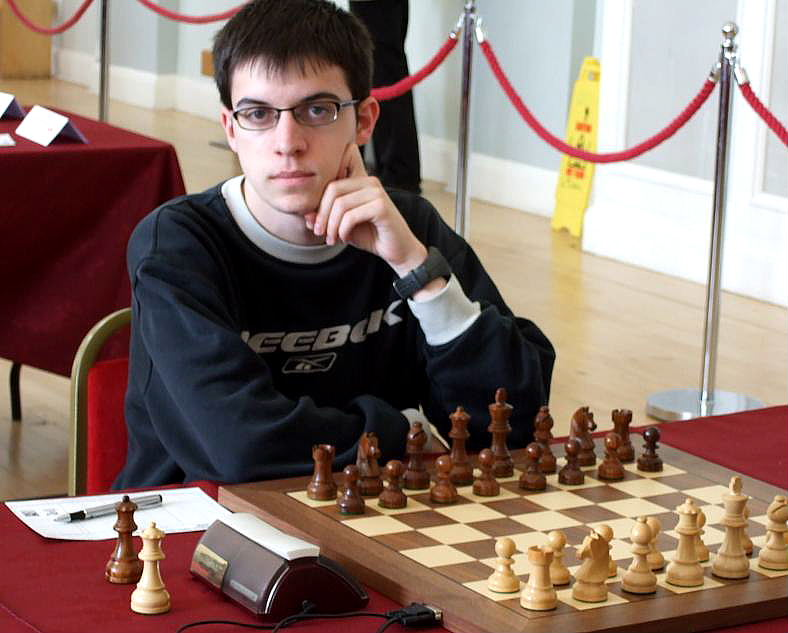
Maxime Vachier-Lagrave en 2008.

| Année | Résultats notables |
| ----- | --- |
| 2002  | Vainqueur du 50e tournoi international APSAP de Paris (6,5 / 8)                                                                                      |
| 2002  | 2e-4e du tournoi international de maîtres de Clichy : 5,5 / 9                                                                                        |
| 2003  | 2e du premier tournoi du NAO Paris (5,5 / 9) |
| 2003  | 5e-7e du troisième tournoi du NAO Paris (4 / 9) |
| 2004  | 1er-7e du championnat de Paris (troisième au départage)                                                                                              |
| 2004  | Vainqueur du 4e tournoi du NAO Paris (6 / 9, ex æquo avec Alberto David)                                                                             |
| 2005  | Deuxième de l'open de grands maîtres d'Evry (7,5 / 9, derrière Fedortchouk : 8/9) (troisième norme de grand maître international à 14 ans et 4 mois) |
| 2005  | Troisième de l'open international de Nantes |
| 2006  | 5e-11e à l'Open Aeroflot de Moscou (sixième au départage, victoire de Jobava).                                                                       |
| 2007  | 2e-5e du tournoi B de Wijk aan Zee (victoire de Eljanov)                                                                                             |
| 2007  | Vainqueur de l'open international de Paris et champion de Paris (au départage devant Tregoubov et Fressinet)                                         |
| 2008  | 2e-10e du championnat d'Europe individuel à Plovdiv : 8 / 13 (victoire de Tiviakov)                                                                  |
| 2008  | Vainqueur de l'open international de Paris et champion de Paris (au départage devant Alberto David)                                                  |
| 2008  | Vainqueur du VIe Mémorial Gyorgy Marx à Paks (six joueurs) : 7 / 10 (+4 =6)                                                                          |
| 2008  | Septième du championnat de l'Union européenne à Liverpool                                                                                            |
| 2009  | 6e-7e du tournoi de Saint-Sébastien (Donostia) : 4,5 / 9                                                                                             |

#### 2010 à 2015

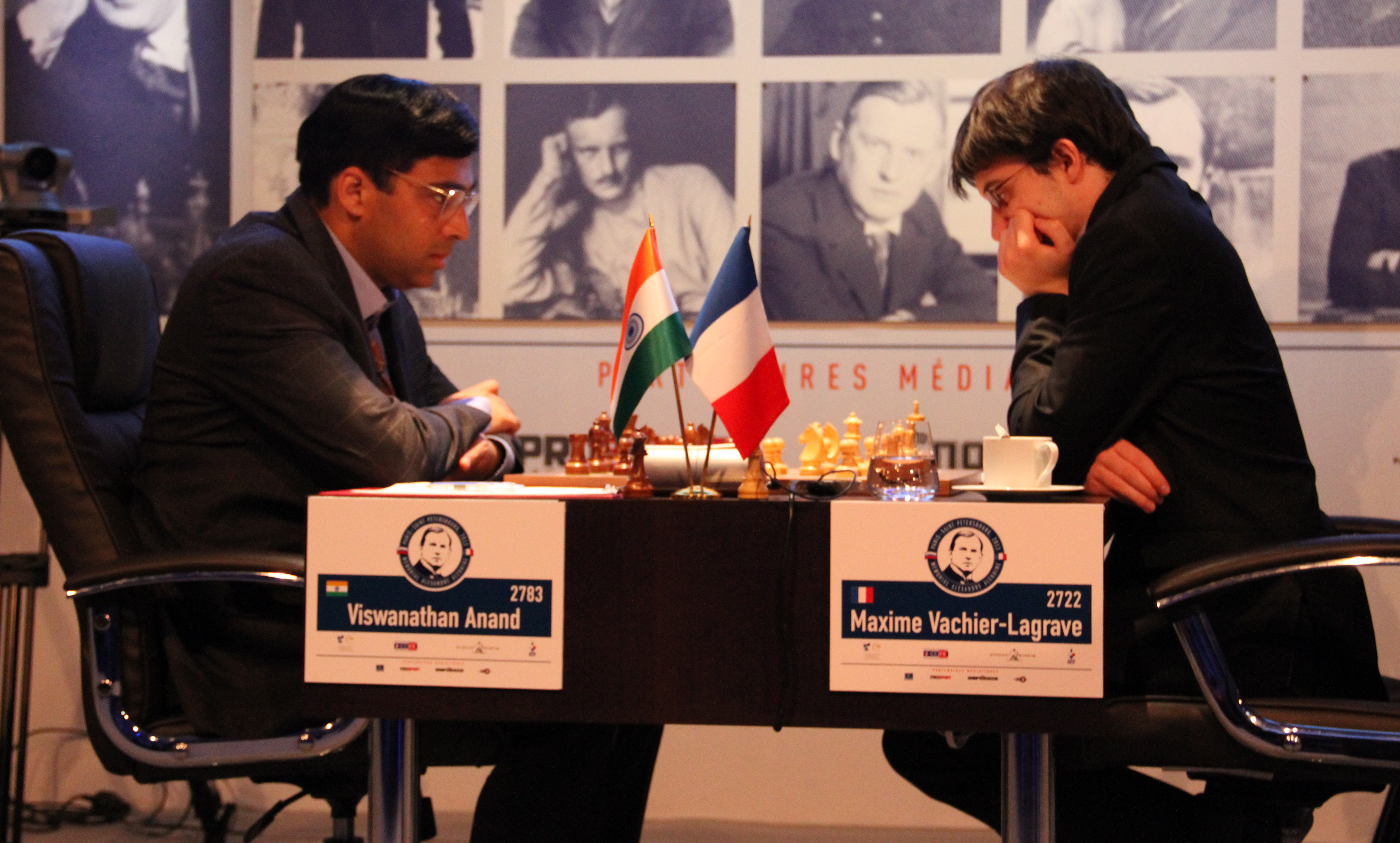
Vachier-Lagrave (à dr.) face à l'ancien champion du monde Viswanathan Anand lors du mémorial Alekhine 2013.

| Année | Résultats notables                                                               |
| ----- | -------------------------------------------------------------------------------- |
| 2010  | 7e-19e de l'open Aeroflot (victoire de Lê Quang Liêm)                            |
| 2010  | Vainqueur du tournoi de Hoogeveen (devant Chirov, Giri et Tiviakov)              |
| 2011  | 5e-6e du tournoi de Wijk aan Zee (victoire de Nakamura)                          |
| 2012  | Vainqueur de la SPICE Cup à Saint-Louis (6 / 10, +2 =8)                          |
| 2012  | 1er-2e de l'open d'Al-Aïn : 7 / 9 (ex æquo avec Romain Édouard)                  |
| 2013  | 1er-4e du festival d'échecs de Gibraltar (battu par Short lors des départages).  |
| 2013  | 4e-8e du Mémorial Alekhine à Paris (huitième au départage)                       |
| 2013  | Demi-finaliste de la Coupe du monde d'échecs 2013 (éliminé par Kramnik)          |
| 2014  | 4e-9e du festival de Gibraltar (quatrième au départage)                          |
| 2014  | 4e-5e de la Coupe Sinquefield à Saint-Louis (4 / 10)                             |
| 2014  | 6e-11e de l'open de l'île de Man (open PokerStars, 6 / 9)                        |
| 2014  | 4e-7e du Grand Prix FIDE de Tachkent (victoire d'Andreïkine)                     |
| 2014  | Neuvième de l'open du Qatar : 6 / 9                                              |
| 2015  | 2e-5e du tournoi de Wijk aan Zee (victoire de Carlsen)                           |
| 2015  | 2e-5e ex æquo de la coupe Sinquefield à Saint-Louis (quatrième au départage)     |
| 2015  | Quart-de-finaliste de la Coupe du monde d'échecs 2015 à Bakou (éliminé par Giri) |
| 2015  | 1er-3e du tournoi Chess Classic de Londres (troisième au départage)              |
| 2015  | Quatrième du classement général du Grand Chess Tour 2015                         |

#### 2016-2019

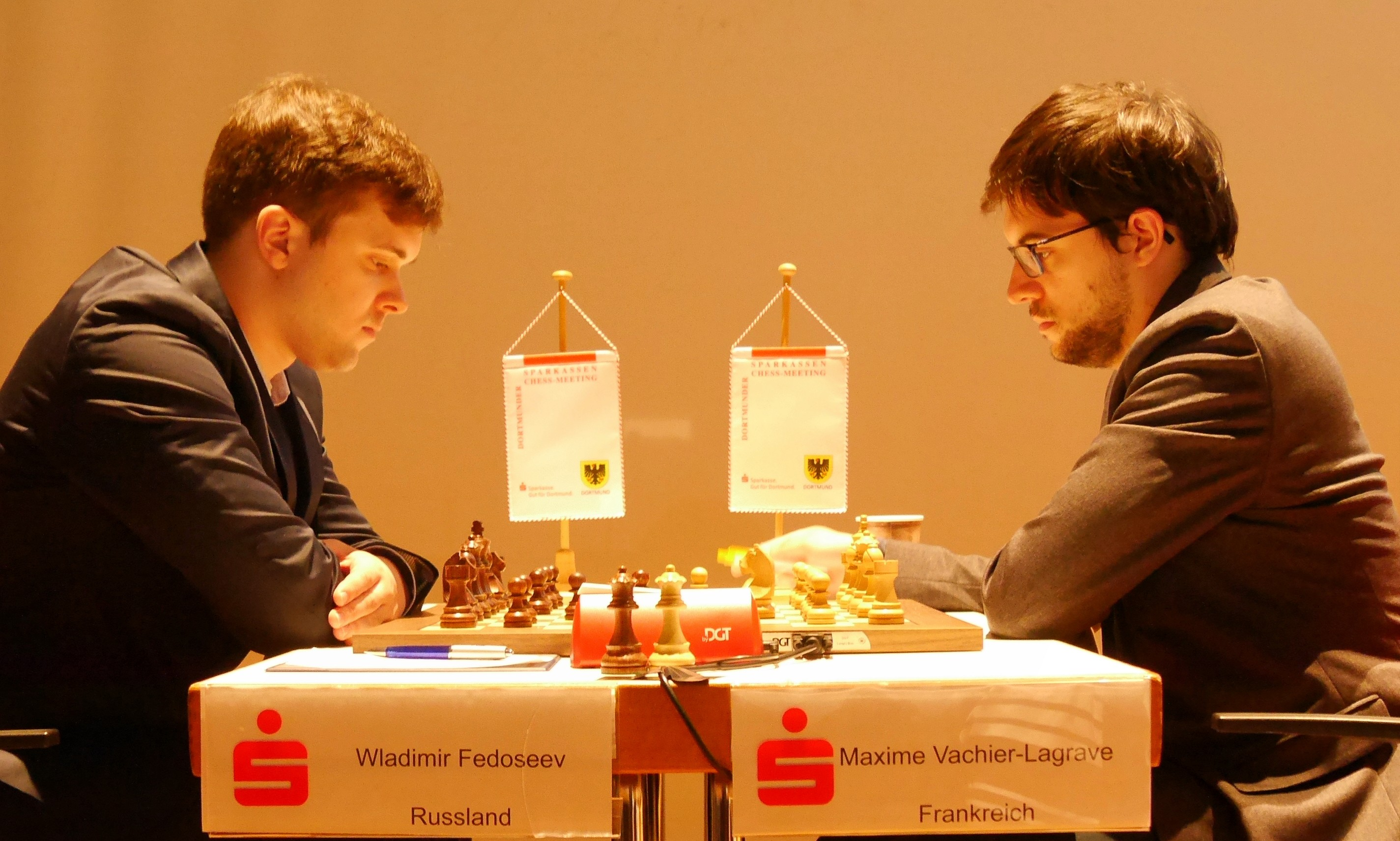
Vachier-Lagrave (à dr.) face à Vladimir Fedosseïev à Dortmund en 2017.

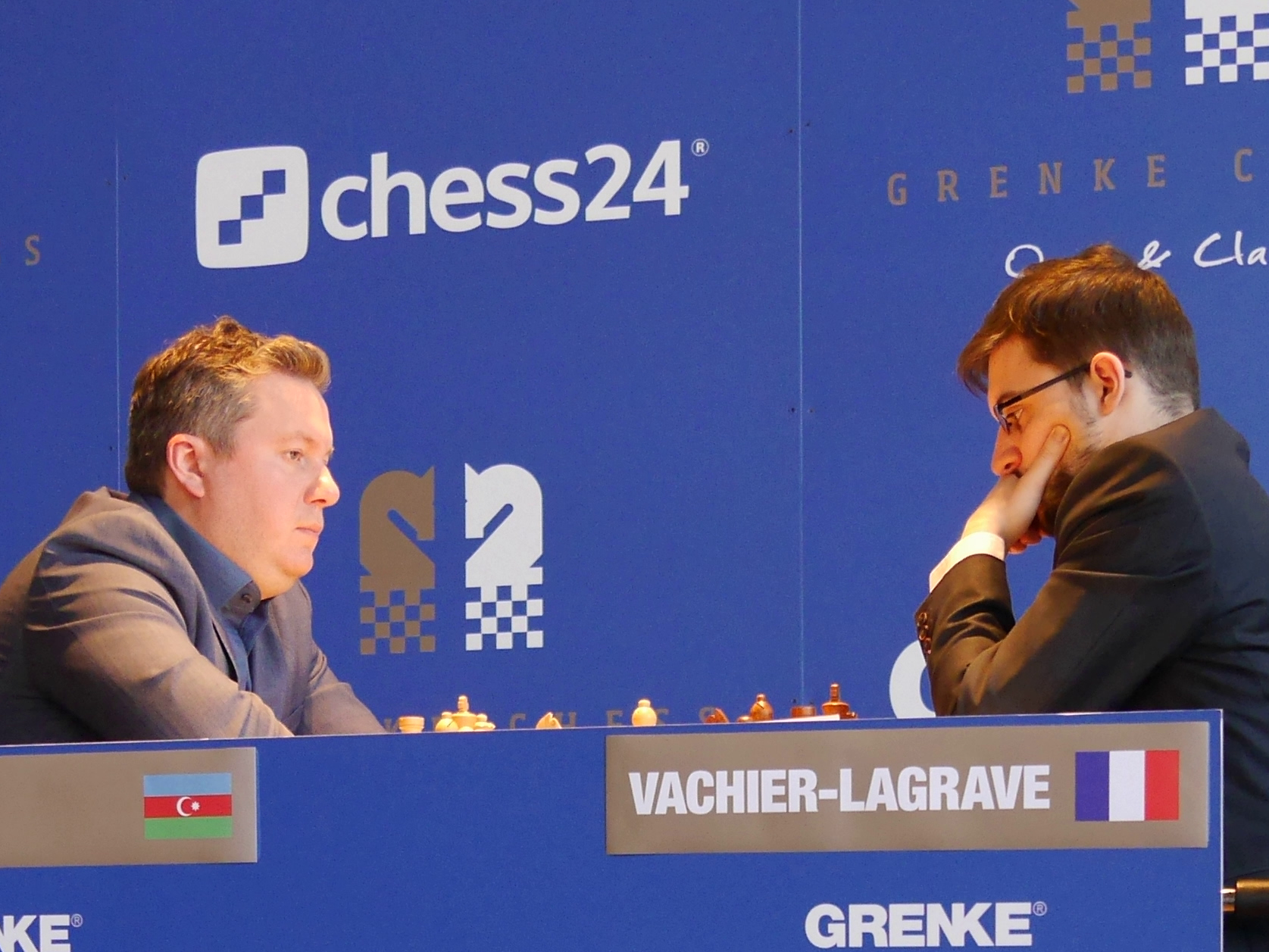
Vachier-Lagrave (à dr.) face à Arkadij Naiditsch à Karlsruhe lors du tournoi Grenke 2018.

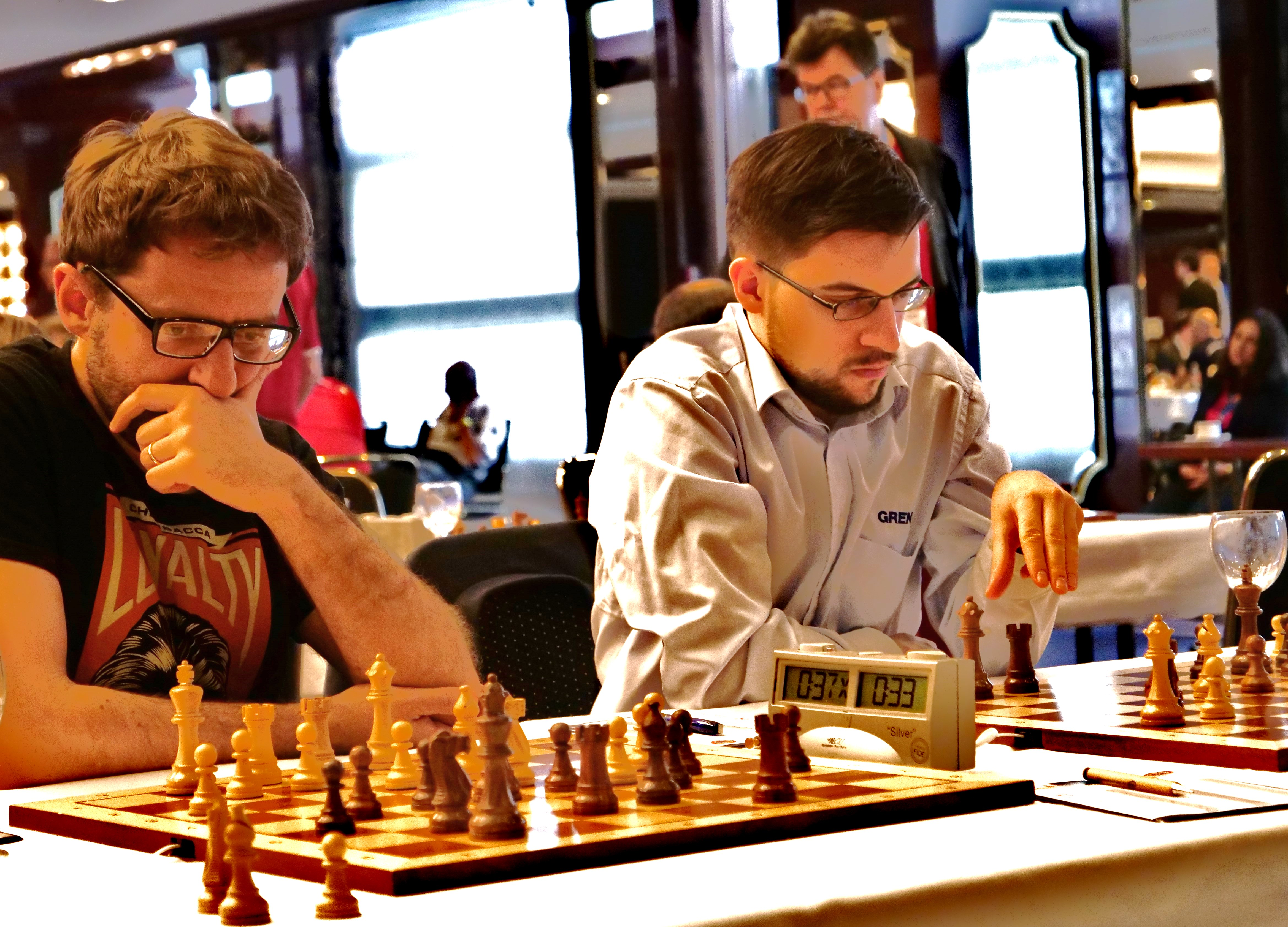
Levon Aronian et Vachier-Lagrave lors du championnat de la Bundesliga à Berlin, en avril 2018.

| Année | Résultats notables |
| ----- | --- |
| 2016  | Deuxième du festival de Gibraltar après un départage contre Nakamura                                                                      |
| 2016  | 3e-5e du tournoi Norway Chess de Stavanger (victoire de Carlsen)                                                                          |
| 2016  | Vainqueur du tournoi de Dortmund avec 1,5 point d'avance sur le deuxième Deuxième place aux classements mondiaux d'août et septembre 2016 |
| 2016  | 6e-7e de la Coupe Sinquefield à Saint-Louis (4,5 / 9)                                                                                     |
| 2016  | Septième du classement général du Grand Chess Tour 2016                                                                                   |
| 2017  | 4e-9e du festival de Gibraltar (quatrième au départage)                                                                                   |
| 2017  | 1er-3e du Grand Prix FIDE de Charjah (ex æquo avec Grichtchouk et Mamedyarov)                                                             |
| 2017  | 4e-6e du tournoi Grenke de Baden-Baden et Karlsruhe (victoire d'Aronian)                                                                  |
| 2017  | 3e-9e du Grand Prix FIDE de Moscou (victoire de Ding Liren)                                                                               |
| 2017  | 2e-3e du tournoi de Dortmund (troisième au départage, victoire de Wojtaszek)                                                              |
| 2017  | Vainqueur de la Coupe Sinquefield (6/9, +3 =6) Deuxième place au classement mondial de septembre 2017                                     |
| 2017  | Demi-finaliste de la Coupe du monde d'échecs 2017 (éliminé par Aronian)                                                                   |
| 2017  | Sixième du classement général du Grand Prix FIDE 2017                                                                                     |
| 2017  | 3e-5e du tournoi Chess Classic de Londres (victoire de Caruana)                                                                           |
| 2017  | Deuxième du classement général du Grand Chess Tour 2017                                                                                   |
| 2018  | 1er-7e du festival de Gibraltar (battu par Aronian en finale des départages)                                                              |
| 2018  | 3e-5e du tournoi Grenke de Baden-Baden et Karlsruhe (victoire de Caruana)                                                                 |
| 2018  | 5e-7e de la Coupe Sinquefield à Saint-Louis (4,5 / 9)                                                                                     |
| 2018  | 10e-28e de l'open de l'île de Man (6 / 9) (victoire de Wojtaszek devant Naiditsch)                                                        |
| 2018  | 1er-3e du tournoi de Shenzhen (ex æquo avec Anish Giri et Ding Liren) Vainqueur au départage du tournoi (5,5 / 10, +1 =9)                 |
| 2018  | 2e (finaliste) du tournoi Chess Classic de Londres (battu en finale par Nakamura)                                                         |
| 2018  | Deuxième du classement général du Grand Chess Tour 2018                                                                                   |
| 2019  | 6e-22e du festival de Gibraltar (victoire de Vladislav Artemiev)                                                                          |
| 2019  | 3e-4e du tournoi Grenke de Baden-Baden et Karlsruhe (victoire de Carlsen)                                                                 |
| 2019  | Finaliste du Grand prix FIDE de Riga (victoire de Shakhriyar Mamedyarov)                                                                  |
| 2019  | Troisième de la Coupe du monde d'échecs 2019 (battu par Teimour Radjabov)                                                                 |
| 2019  | Demi-finaliste du Grand Prix FIDE de Hambourg                                                                                             |
| 2019  | 2e (finaliste) du tournoi Chess Classic de Londres (battu en finale par Ding Liren)                                                       |
| 2019  | Deuxième du classement général du Grand Chess Tour 2019                                                                                   |
| 2019  | Demi-finaliste du Grand Prix FIDE de Jérusalem                                                                                            |

#### Depuis 2020
| Année | Résultats notables                                                                |
| ----- | --------------------------------------------------------------------------------- |
| 2020  | 1er-7e du festival de Gibraltar (cinquième au départage, victoire de Paravian)    |
| 2020  | 1er-2e après le premier tour du tournoi des candidats 2020-2021 à Iekaterinbourg  |
| 2021  | 13e (avant-dernier) au tournoi Tata Steel à Wijk aan Zee                          |
| 2021  | Deuxième du Tournoi des candidats 2020-2021 à Iekaterinbourg (8 / 14, + 4 −2, =8) |
| 2021  | Vainqueur de la Coupe Sinquefield (6 / 9, + 4 −1, =4)                             |
| 2021  | Deuxième du classement général du Grand Chess Tour 2021                           |
| 2021  | 4e-15e du tournoi Grand Suisse FIDE 2021 (sixième au départage) : 7 / 11 (+3 =8)  |
| 2022  | Demi-finaliste du Grand Prix FIDE de Belgrade                                     |
| 2022  | Vainqueur du tournoi Superbet classique de Bucarest après départages              |
| 2022  | Quatrième du tournoi Norway Chess : 14 / 27 (+ 2 −1, =6 en parties classiques)    |
| 2022  | Troisième du classement général du Grand Chess Tour 2022                          |
| 2023  | 5e-8e du tournoi Superbet classique de Bucarest : 4,5 / 9 (+ 1 −1, =7)            |
| 2023  | 4e-6e de la Coupe Sinquefield : 4 / 8 (+ 0, −0, =8)                               |
| 2023  | Deuxième du classement général du Grand Chess Tour 2023                           |
| 2024  | 5e-7e du tournoi Superbet classique de Bucarest : 4,5 / 9 (+ 0 −0, =9)            |
| 2024  | 3e-4e de la Coupe Sinquefield : 5 / 9 (+ 1, −0, =8)                               |
| 2024  | Troisième du classement général du Grand Chess Tour 2024                          |
| 2024  | Finaliste de la WR Chess Masters Cup 2024, battu par Erigaisi en départages       |
| 2025  | 1er-3e du tournoi Superbet classique de Bucarest : 5,5 / 9 (+ 3 −1, =5)           |

### Compétitions blitz et rapides

#### Championnats du monde de blitz

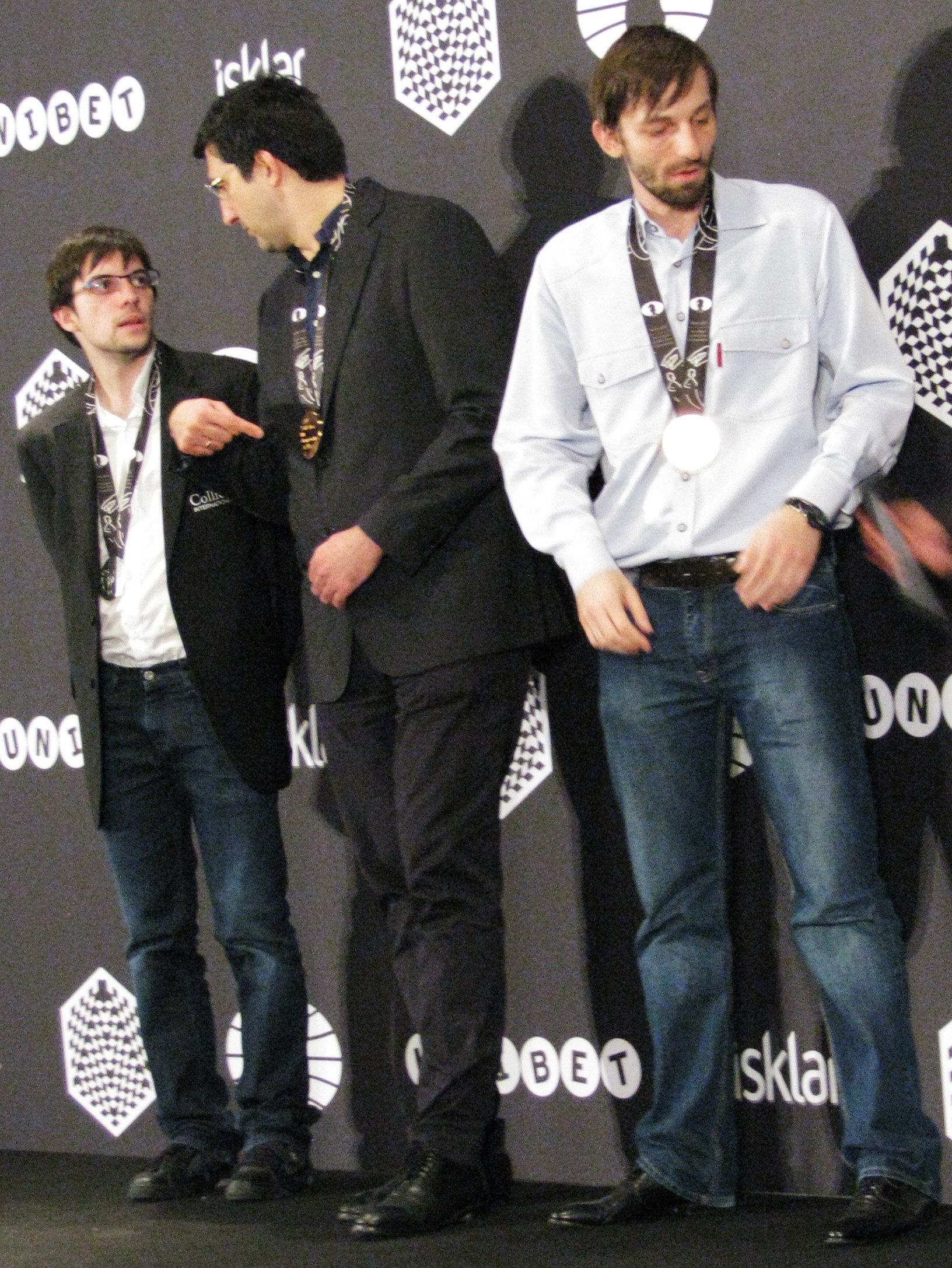
Vachier-Lagrave (à gauche) aux côtés de Vladimir Kramnik et Aleksandr Grichtchouk lors du championnat du monde de blitz 2015 à Berlin.

- 2010 (Moscou, novembre, mémorial Tal) : 12e-14e du championnat du monde de blitz, 18 / 38 (20 joueurs)
- 2014 (Dubai, juin) : 26e ex æquo avec 12 points sur 21
- 2015 (Berlin, octobre) : deuxième du championnat du monde de blitz, 15 / 21
- 2016 (Doha, décembre) : sixième du championnat du monde de blitz, 14 / 21
- 2017 (Riyad, décembre) : 12e-18e du championnat du monde de blitz, 13 / 21
- 2019 (Moscou, décembre) : cinquième du championnat du monde de blitz, 14 / 21
- 2021 (Varsovie, décembre) : champion du monde de blitz, 15 / 21, après deux nulles en match de départage face à Jan-Krzysztof Duda, il le bat avec les blancs dans la première partie en mort subite.
- 2023 (Samarcande, décembre) : quatrième du championnat du monde de blitz, 14,5 / 21

#### Championnats du monde de parties rapides
- 2023 (Samarcande, décembre) : sixième du championnat du monde d'échecs de parties rapides, 9 / 13

#### Tournoi de blitz de Stavanger (Norway Chess)
Tournoi préliminaire en blitz à Stavanger pour décider les appariements du tournoi en parties lentes du tournoi Norway Chess.
- 2015 : vainqueur du tournoi préliminaire en blitz (6,5 / 9)
- 2016 : 3e-4e du tournoi préliminaire en blitz (6 / 9)
- 2017 : 4e du tournoi préliminaire en blitz (5 / 9)
- 2018 : 5e-7e du tournoi préliminaire en blitz (4,5 / 9)
- 2019 : vainqueur du tournoi préliminaire en blitz (7,5 / 9)
  - Première place au classement mondial en blitz en juillet 2019

#### Tournois rapides et blitz du Grand Chess Tour
| Année | Tournoi                                                               | tournoi rapide                                                        | classement combiné (rapide et blitz)                                  | tournoi de blitz                                                      |
| ----- | --------------------------------------------------------------------- | --------------------------------------------------------------------- | --------------------------------------------------------------------- | --------------------------------------------------------------------- |
| 2015  | Pas de tournoi rapide et blitz organisé dans le Grand Chess Tour 2015 | Pas de tournoi rapide et blitz organisé dans le Grand Chess Tour 2015 | Pas de tournoi rapide et blitz organisé dans le Grand Chess Tour 2015 | Pas de tournoi rapide et blitz organisé dans le Grand Chess Tour 2015 |
| 2016  | Paris 2016                                                            | 3e-4e                                                                 | troisième                                                             | troisième                                                             |
| 2016  | Louvain 2016                                                          | 6e-8e                                                                 | sixième                                                               | 6e-7e                                                                 |
| 2017  | Paris 2017                                                            | 4e-5e                                                                 | 1er-2e (deuxième après départage contre Carlsen)                      | Vainqueur                                                             |
| 2017  | Louvain 2017                                                          | deuxième                                                              | troisième                                                             | 3e-4e                                                                 |
| 2018  | Louvain 2018                                                          | 2e-3e                                                                 | 2e-3e                                                                 | troisième                                                             |
| 2018  | Paris 2018                                                            | 3e-6e                                                                 | cinquième                                                             | 3e-4e                                                                 |
| 2018  | Saint-Louis 2018                                                      | 7e-8e                                                                 | deuxième                                                              | Vainqueur                                                             |
| 2019  | Abidjan 2019                                                          | 3e-4e                                                                 | 2e-3e                                                                 | Vainqueur                                                             |
| 2019  | Paris 2019                                                            | Vainqueur                                                             | Vainqueur                                                             | 6e-9e                                                                 |
| 2019  | Saint-Louis 2019                                                      | 1er-2e (avec Aronian)                                                 | 2e-4e                                                                 | 6e-7e                                                                 |
| 2020  | Le Grand Chess Tour 2020 est annulé                                   | Le Grand Chess Tour 2020 est annulé                                   | Le Grand Chess Tour 2020 est annulé                                   | Le Grand Chess Tour 2020 est annulé                                   |
| 2021  | Paris 2021                                                            | 4e-5e                                                                 | 3e-4e                                                                 | sixième                                                               |
| 2021  | Zagreb 2021                                                           | 2e-5e                                                                 | Vainqueur                                                             | Vainqueur                                                             |
| 2022  | Zagreb 2022                                                           | 5e                                                                    | 2e-3e                                                                 | 1er-2e (avec Nepomniachtchi)                                          |
| 2022  | Saint-Louis 2022                                                      | 1er-2e (avec Firouzja)                                                | 3e-4e                                                                 | 7e-8e                                                                 |
| 2023  | Varsovie 2023                                                         | 3e-4e                                                                 | 3e-4e                                                                 | deuxième                                                              |
| 2023  | Saint-Louis 2023                                                      | 2e-3e                                                                 | deuxième                                                              | 1er-3e                                                                |
| 2024  | Zagreb 2024                                                           | 3e-5e                                                                 | 2e-3e                                                                 | 1er-2e (avec Firouzja)                                                |
| 2024  | Saint-Louis 2024                                                      | 1er-3e                                                                | 4e-5e                                                                 | 6e-8e                                                                 |

##### 2017
- 1er-2e du classement combiné rapide et blitz du tournoi de Paris (deuxième après départage) 
  - Vainqueur du tournoi de blitz de Paris (13 / 18) ;
  - 4e-5e du tournoi rapide (11 / 18) ;
  - Vachier-Lagrave perd le match de départage en deux parties rapides (10 min + délai de 5s) contre Carlsen.

Vachier-Lagrave finit deuxième du classement général du Grand Chess Tour 2017.

##### 2018
- Londres (finale du Grand Chess Tour) : finaliste,
  - demi-finale : bat Aronian en parties classiques (+1 =1), rapides (+1 =1) et en blitz (+3 −1)
  - Vachier-Lagrave perd en finale contre Nakamura (4 nulles en parties classiques et rapides, puis −1 =3 en blitz).

##### 2019
- Première place au classement mondial en blitz en juillet et août 2019 après la victoire au tournoi de blitz d'Abidjan en juin 2019.
- Première place au classement mondial en parties rapides de septembre à novembre 2019 après les victoires aux tournois rapides de Saint-Louis (ex æquo avec Aronian) et au tournoi Grand Chess Tour Paris (seul vainqueur).
- Londres (finale du Grand Chess Tour) : finaliste,
  - demi-finale : Vachier-Lagrave annule contre Carlsen en parties classiques (=2), en parties rapides (=2) et en blitz (+1 −1, =2) ; il remporte le départage semi-rapide (+1 =1)
  - Vachier-Lagrave perd en finale contre Ding Liren (−1 =1 en parties classiques et en parties rapides, +3 =1 en blitz).

#### Tournois rapides et blitz (hors internet)
| Année | Faits notables |
| ----- | --- |
| 2008  | Cap d'Agde : 3e-4e du tournoi préliminaire (groupe A) Éliminé par Nakamura en quart de finale |
| 2009  | Match rapide France-Arménie : 4,5 / 8 |
| 2010  | Vainqueur du tournoi de blitz de l'Open Aeroflot (13,5 / 18) qualificatif pour le championnat du monde de blitz à Moscou |
| 2010  | Match des générations contre Cebalo à Porto-Vecchio (15 min + 3s) : 2-0 |
| 2010  | Champion d'Europe de blitz à Varsovie |
| 2011  | Vainqueur des Sportaccord World Mind Games de Pékin en blitz avec 12 / 15, devant Aleksandr Grichtchouk (10,5/15), et Shakhriyar Mamedyarov (10/15). Deuxième du tournoi à l'aveugle derrière Zoltán Almási.                     |
| 2011  | Vainqueur de l'open de blitz de Quenza |
| 2012  | (janvier) Vainqueur du 1er Grand Prix des Pyramides de Port-Marly : 1er-2e avec Alberto David de l'open (7,5/9), vainqueur du tournoi KO (bat Fressinet en demi-finale et A. Fier en finale)                                     |
| 2012  | Vainqueur du tournoi de blitz de Bienne : 11,5 / 13 |
| 2012  | Corsica Masters : battu en demi-finale par Étienne Bacrot |
| 2012  | (décembre 2012) Champion d'Europe de blitz à Varsovie (18,5 / 22) Deuxième du championnat d'Europe de parties rapides à Varsovie (9,5 / 11)                                                                                      |
| 2013  | (février) Vainqueur des Internationaux de blitz de Paris-Île-de-France (12/13, devant Bacrot), |
| 2013  | (mars) Demi-finaliste du Grand Prix rapide FFE à Nancy (victoire de Tkachiev) |
| 2013  | (septembre) Vainqueur du 2e Grand Prix des Pyramides de Port-Marly : 8 / 9 |
| 2013  | Troisième des World Mind Games de Pékin en blitz (victoire de Kariakine) |
| 2014  | Vainqueur des Internationaux d'Île-de-France de blitz (8,5 / 9) |
| 2014  | Vainqueur des Internationaux d'Île-de-France de parties rapides (8,5 / 9) |
| 2014  | Vainqueur de l'open Casanova de Venaco (10 min + 3s) |
| 2014  | 2e-5e du tournoi rapide des Sportaccord World Mind Games de Pékin avec 4,5 / 7, Deuxième du tournoi de blitz des Sportaccord World Mind Games avec 18,5 / 30, (victoire dans les deux tournois de Grichtchouk : 5/7 et 19,5/30). |
| 2015  | Tournoi rapide de León : battu en finale par Wei Yi (1,5 - 2,5) |
| 2015  | Vainqueur de l'open de blitz de Quenza |
| 2016  | Vainqueur de l'open de blitz de Ciamannacce (au départage devant Naroditsky) |
| 2016  | Vainqueur du match rapide contre Svidler (Masters Challenge) à Bienne (2,5-1,5) |
| 2016  | Vainqueur du tournoi exhibition de Bienne en blitz (bat Svidler en départage) |
| 2016  | Vainqueur du Corsica Masters (rapide) à Bastia, bat Anand en finale (1,5-0,5) |
| 2023  | Vainqueur du tournoi rapide Tata Steel India disputé à Calcutta en septembre 2023. Il finit cinquième du tournoi en blitz. |

#### Échecs aléatoires Fischer
- 2018 : (Saint-Louis) Champions Showdown, échecs aléatoires Fischer (Chess 960) : vainqueur d'un match contre Samuel Shankland : 17,5-8,5 : 7-5 en six parties rapides et 10,5-3,5 en quatorze parties de blitz.
- 2021 : (Saint-Louis) Champions Showdown, échecs aléatoires Fischer (Chess 960) : deuxième-quatrième place ex æquo du tournoi toutes rondes (dix joueurs)

#### Tournois de blitz et bullet organisés par Chess.com
Vachier-Lagrave se qualifie pour la finale du Speed Chess Championship en 2020.
| Année | Faits notables |
| ----- | --- |
| 2016  | Chess.com Grandmaster Blitz battle Championship (par internet, blitz et bullet) : battu en demi-finale par Nakamura vainqueur du match de quart de finale contre Caruana : 15,5 - 9,5 |
| 2017  | Chess.com Speed Championship 2017 (tournoi par internet, blitz et bullet) : battu en quart de finale par Grichtchouk vainqueur du match de huitième de finale contre Jeffery Xiong : 19 - 12 |
| 2018  | Chess.com Speed Chess Championship 2018 (tournoi par internet, blitz et bullet) : vainqueur du match de huitième de finale contre Leinier Dominguez : 19 - 12 éliminé en quart de finale par Nakamura (13,5-21,5) |
| 2019  | Chess.com Bullet Championship 2019 (tournoi par internet) : vainqueur du match de quart de finale (30 min) contre Perez Ponsa : 8,5-7,5 battu en demi-finale (60 min) par Bortnyk (12,5-16,5) vainqueur du match pour la troisième place contre Aronian : 2-0                                                              |
| 2020  | Chess.com Speed Chess Championship 2020 (tournoi par internet) : finaliste, battu en finale par Nakamura. Vainqueur du match de demi-finale contre Carlsen. Vainqueur du quart de finale contre Aronian et du 8e de finale contre Sarin. (qualifié en remportant le tournoi de blitz Speed Chess championship Grand Prix). |
| 2022  | Chess.com Speed Chess Championship 2022 (tournoi par internet) : demi-finaliste, battu en demi-finale par Carlsen Vainqueur du quart de finale contre Wesley So et du 8e de finale contre Nepomniachtchi. |
| 2023  | Chess.com Speed Chess Championship 2023 (tournoi par internet) : demi-finaliste, battu en demi-finale par Nakamura Vainqueur du quart de finale contre Nihal Sarin et du 8e de finale contre Gukesh. |

#### Autres tournois de blitz et parties rapides sur internet
- 2020 : vainqueur de la première édition de la BlitzstreamCup, tournoi amical au profit de Médecins sans frontières (tournoi de blitz par internet regroupant l'élite française des échecs).
- 2021 :
  - troisième du tournoi rapide Airthings Masters 2020-2021,
  - quatrième de l'Opera Euro Rapid,
  - huitième du classement général du Champions Chess Tour 2021.
- 2023 :
  - vainqueur de la division I de l'AI Cup 2023, tournoi rapide faisant partie du Champions Chess Tour 2023[93].
  - participe à la finale à huit joueurs du Champions Chess Tour 2023 organisée à Toronto, battu par Nakamura dans le match pour la cinquième place.
- 2024 :
  - vainqueur de la division II du tournoi rapide Chess.com Classic faisant partie du Champions Chess Tour 2024, bat Wesley So dans la grande finale[94] ;
  - vainqueur de la division I du Crunch Labs Masters, tournoi rapide faisant partie du Champions Chess Tour 2024, bat Alireza Firouzja dans la grande finale ;
  - participe au tournoi final à huit joueurs du Champions Chess Tour 2024 organisé à Oslo, battu par Carlsen en demi-finale.
- 2025 :
  - finaliste du tournoi chess.com Classic qualificatif pour la Esports World Cup 2025, battu par Carlsen en finale

## Exemples de parties

### Morozevitch – Vachier-Lagrave, 2009
Dans cette partie, jouée lors du tournoi de grands maîtres du festival de Bienne, Maxime a les pièces noires contre le grand maître russe Aleksandr Morozevitch
Aleksandr Morozevitch – Maxime Vachier-Lagrave

festival de Bienne, 28 juillet 2009, ronde 8

Défense sicilienne, variante Najdorf (code ECO : B80) :

1. e4 c5 2. Cf3 d6 3. d4 cxd4 4. Cxd4 Cf6 5. Cc3 a6 6. f3 e6 7. Fe3 b5 8. Dd2 Cbd7 9. g4 h6 10. 0-0-0 b4 11. Cce2 Dc7 12. h4 d5 13. Cf4 e5 14. Cfe6
Ce sacrifice thématique donne aux Blancs une très forte attaque.
|   | a | b | c | d | e | f | g | h |   |
| 8 | Tour noire sur case blanche a8 · Tour blanche sur case noire d8 · Cavalier noir sur case noire f8 · Roi noir sur case blanche g8 · Tour noire sur case noire h8 · Fou noir sur case blanche b7 · Pion noir sur case noire g7 · Pion noir sur case blanche a6 · Cavalier blanc sur case blanche c6 · Pion blanc sur case blanche g6 · Pion noir sur case noire h6 · Fou noir sur case noire c5 · Pion noir sur case noire e5 · Pion noir sur case noire b4 · Dame blanche sur case blanche e4 · Pion blanc sur case noire h4 · Pion blanc sur case blanche f3 · Fou blanc sur case blanche h3 · Dame noire sur case blanche a2 · Pion blanc sur case noire b2 · Pion blanc sur case blanche c2 · Roi blanc sur case noire c1 · Tour blanche sur case blanche h1 | Tour noire sur case blanche a8 · Tour blanche sur case noire d8 · Cavalier noir sur case noire f8 · Roi noir sur case blanche g8 · Tour noire sur case noire h8 · Fou noir sur case blanche b7 · Pion noir sur case noire g7 · Pion noir sur case blanche a6 · Cavalier blanc sur case blanche c6 · Pion blanc sur case blanche g6 · Pion noir sur case noire h6 · Fou noir sur case noire c5 · Pion noir sur case noire e5 · Pion noir sur case noire b4 · Dame blanche sur case blanche e4 · Pion blanc sur case noire h4 · Pion blanc sur case blanche f3 · Fou blanc sur case blanche h3 · Dame noire sur case blanche a2 · Pion blanc sur case noire b2 · Pion blanc sur case blanche c2 · Roi blanc sur case noire c1 · Tour blanche sur case blanche h1 | Tour noire sur case blanche a8 · Tour blanche sur case noire d8 · Cavalier noir sur case noire f8 · Roi noir sur case blanche g8 · Tour noire sur case noire h8 · Fou noir sur case blanche b7 · Pion noir sur case noire g7 · Pion noir sur case blanche a6 · Cavalier blanc sur case blanche c6 · Pion blanc sur case blanche g6 · Pion noir sur case noire h6 · Fou noir sur case noire c5 · Pion noir sur case noire e5 · Pion noir sur case noire b4 · Dame blanche sur case blanche e4 · Pion blanc sur case noire h4 · Pion blanc sur case blanche f3 · Fou blanc sur case blanche h3 · Dame noire sur case blanche a2 · Pion blanc sur case noire b2 · Pion blanc sur case blanche c2 · Roi blanc sur case noire c1 · Tour blanche sur case blanche h1 | Tour noire sur case blanche a8 · Tour blanche sur case noire d8 · Cavalier noir sur case noire f8 · Roi noir sur case blanche g8 · Tour noire sur case noire h8 · Fou noir sur case blanche b7 · Pion noir sur case noire g7 · Pion noir sur case blanche a6 · Cavalier blanc sur case blanche c6 · Pion blanc sur case blanche g6 · Pion noir sur case noire h6 · Fou noir sur case noire c5 · Pion noir sur case noire e5 · Pion noir sur case noire b4 · Dame blanche sur case blanche e4 · Pion blanc sur case noire h4 · Pion blanc sur case blanche f3 · Fou blanc sur case blanche h3 · Dame noire sur case blanche a2 · Pion blanc sur case noire b2 · Pion blanc sur case blanche c2 · Roi blanc sur case noire c1 · Tour blanche sur case blanche h1 | Tour noire sur case blanche a8 · Tour blanche sur case noire d8 · Cavalier noir sur case noire f8 · Roi noir sur case blanche g8 · Tour noire sur case noire h8 · Fou noir sur case blanche b7 · Pion noir sur case noire g7 · Pion noir sur case blanche a6 · Cavalier blanc sur case blanche c6 · Pion blanc sur case blanche g6 · Pion noir sur case noire h6 · Fou noir sur case noire c5 · Pion noir sur case noire e5 · Pion noir sur case noire b4 · Dame blanche sur case blanche e4 · Pion blanc sur case noire h4 · Pion blanc sur case blanche f3 · Fou blanc sur case blanche h3 · Dame noire sur case blanche a2 · Pion blanc sur case noire b2 · Pion blanc sur case blanche c2 · Roi blanc sur case noire c1 · Tour blanche sur case blanche h1 | Tour noire sur case blanche a8 · Tour blanche sur case noire d8 · Cavalier noir sur case noire f8 · Roi noir sur case blanche g8 · Tour noire sur case noire h8 · Fou noir sur case blanche b7 · Pion noir sur case noire g7 · Pion noir sur case blanche a6 · Cavalier blanc sur case blanche c6 · Pion blanc sur case blanche g6 · Pion noir sur case noire h6 · Fou noir sur case noire c5 · Pion noir sur case noire e5 · Pion noir sur case noire b4 · Dame blanche sur case blanche e4 · Pion blanc sur case noire h4 · Pion blanc sur case blanche f3 · Fou blanc sur case blanche h3 · Dame noire sur case blanche a2 · Pion blanc sur case noire b2 · Pion blanc sur case blanche c2 · Roi blanc sur case noire c1 · Tour blanche sur case blanche h1 | Tour noire sur case blanche a8 · Tour blanche sur case noire d8 · Cavalier noir sur case noire f8 · Roi noir sur case blanche g8 · Tour noire sur case noire h8 · Fou noir sur case blanche b7 · Pion noir sur case noire g7 · Pion noir sur case blanche a6 · Cavalier blanc sur case blanche c6 · Pion blanc sur case blanche g6 · Pion noir sur case noire h6 · Fou noir sur case noire c5 · Pion noir sur case noire e5 · Pion noir sur case noire b4 · Dame blanche sur case blanche e4 · Pion blanc sur case noire h4 · Pion blanc sur case blanche f3 · Fou blanc sur case blanche h3 · Dame noire sur case blanche a2 · Pion blanc sur case noire b2 · Pion blanc sur case blanche c2 · Roi blanc sur case noire c1 · Tour blanche sur case blanche h1 | Tour noire sur case blanche a8 · Tour blanche sur case noire d8 · Cavalier noir sur case noire f8 · Roi noir sur case blanche g8 · Tour noire sur case noire h8 · Fou noir sur case blanche b7 · Pion noir sur case noire g7 · Pion noir sur case blanche a6 · Cavalier blanc sur case blanche c6 · Pion blanc sur case blanche g6 · Pion noir sur case noire h6 · Fou noir sur case noire c5 · Pion noir sur case noire e5 · Pion noir sur case noire b4 · Dame blanche sur case blanche e4 · Pion blanc sur case noire h4 · Pion blanc sur case blanche f3 · Fou blanc sur case blanche h3 · Dame noire sur case blanche a2 · Pion blanc sur case noire b2 · Pion blanc sur case blanche c2 · Roi blanc sur case noire c1 · Tour blanche sur case blanche h1 | 8 |
| 7 | Tour noire sur case blanche a8 · Tour blanche sur case noire d8 · Cavalier noir sur case noire f8 · Roi noir sur case blanche g8 · Tour noire sur case noire h8 · Fou noir sur case blanche b7 · Pion noir sur case noire g7 · Pion noir sur case blanche a6 · Cavalier blanc sur case blanche c6 · Pion blanc sur case blanche g6 · Pion noir sur case noire h6 · Fou noir sur case noire c5 · Pion noir sur case noire e5 · Pion noir sur case noire b4 · Dame blanche sur case blanche e4 · Pion blanc sur case noire h4 · Pion blanc sur case blanche f3 · Fou blanc sur case blanche h3 · Dame noire sur case blanche a2 · Pion blanc sur case noire b2 · Pion blanc sur case blanche c2 · Roi blanc sur case noire c1 · Tour blanche sur case blanche h1 | Tour noire sur case blanche a8 · Tour blanche sur case noire d8 · Cavalier noir sur case noire f8 · Roi noir sur case blanche g8 · Tour noire sur case noire h8 · Fou noir sur case blanche b7 · Pion noir sur case noire g7 · Pion noir sur case blanche a6 · Cavalier blanc sur case blanche c6 · Pion blanc sur case blanche g6 · Pion noir sur case noire h6 · Fou noir sur case noire c5 · Pion noir sur case noire e5 · Pion noir sur case noire b4 · Dame blanche sur case blanche e4 · Pion blanc sur case noire h4 · Pion blanc sur case blanche f3 · Fou blanc sur case blanche h3 · Dame noire sur case blanche a2 · Pion blanc sur case noire b2 · Pion blanc sur case blanche c2 · Roi blanc sur case noire c1 · Tour blanche sur case blanche h1 | Tour noire sur case blanche a8 · Tour blanche sur case noire d8 · Cavalier noir sur case noire f8 · Roi noir sur case blanche g8 · Tour noire sur case noire h8 · Fou noir sur case blanche b7 · Pion noir sur case noire g7 · Pion noir sur case blanche a6 · Cavalier blanc sur case blanche c6 · Pion blanc sur case blanche g6 · Pion noir sur case noire h6 · Fou noir sur case noire c5 · Pion noir sur case noire e5 · Pion noir sur case noire b4 · Dame blanche sur case blanche e4 · Pion blanc sur case noire h4 · Pion blanc sur case blanche f3 · Fou blanc sur case blanche h3 · Dame noire sur case blanche a2 · Pion blanc sur case noire b2 · Pion blanc sur case blanche c2 · Roi blanc sur case noire c1 · Tour blanche sur case blanche h1 | Tour noire sur case blanche a8 · Tour blanche sur case noire d8 · Cavalier noir sur case noire f8 · Roi noir sur case blanche g8 · Tour noire sur case noire h8 · Fou noir sur case blanche b7 · Pion noir sur case noire g7 · Pion noir sur case blanche a6 · Cavalier blanc sur case blanche c6 · Pion blanc sur case blanche g6 · Pion noir sur case noire h6 · Fou noir sur case noire c5 · Pion noir sur case noire e5 · Pion noir sur case noire b4 · Dame blanche sur case blanche e4 · Pion blanc sur case noire h4 · Pion blanc sur case blanche f3 · Fou blanc sur case blanche h3 · Dame noire sur case blanche a2 · Pion blanc sur case noire b2 · Pion blanc sur case blanche c2 · Roi blanc sur case noire c1 · Tour blanche sur case blanche h1 | Tour noire sur case blanche a8 · Tour blanche sur case noire d8 · Cavalier noir sur case noire f8 · Roi noir sur case blanche g8 · Tour noire sur case noire h8 · Fou noir sur case blanche b7 · Pion noir sur case noire g7 · Pion noir sur case blanche a6 · Cavalier blanc sur case blanche c6 · Pion blanc sur case blanche g6 · Pion noir sur case noire h6 · Fou noir sur case noire c5 · Pion noir sur case noire e5 · Pion noir sur case noire b4 · Dame blanche sur case blanche e4 · Pion blanc sur case noire h4 · Pion blanc sur case blanche f3 · Fou blanc sur case blanche h3 · Dame noire sur case blanche a2 · Pion blanc sur case noire b2 · Pion blanc sur case blanche c2 · Roi blanc sur case noire c1 · Tour blanche sur case blanche h1 | Tour noire sur case blanche a8 · Tour blanche sur case noire d8 · Cavalier noir sur case noire f8 · Roi noir sur case blanche g8 · Tour noire sur case noire h8 · Fou noir sur case blanche b7 · Pion noir sur case noire g7 · Pion noir sur case blanche a6 · Cavalier blanc sur case blanche c6 · Pion blanc sur case blanche g6 · Pion noir sur case noire h6 · Fou noir sur case noire c5 · Pion noir sur case noire e5 · Pion noir sur case noire b4 · Dame blanche sur case blanche e4 · Pion blanc sur case noire h4 · Pion blanc sur case blanche f3 · Fou blanc sur case blanche h3 · Dame noire sur case blanche a2 · Pion blanc sur case noire b2 · Pion blanc sur case blanche c2 · Roi blanc sur case noire c1 · Tour blanche sur case blanche h1 | Tour noire sur case blanche a8 · Tour blanche sur case noire d8 · Cavalier noir sur case noire f8 · Roi noir sur case blanche g8 · Tour noire sur case noire h8 · Fou noir sur case blanche b7 · Pion noir sur case noire g7 · Pion noir sur case blanche a6 · Cavalier blanc sur case blanche c6 · Pion blanc sur case blanche g6 · Pion noir sur case noire h6 · Fou noir sur case noire c5 · Pion noir sur case noire e5 · Pion noir sur case noire b4 · Dame blanche sur case blanche e4 · Pion blanc sur case noire h4 · Pion blanc sur case blanche f3 · Fou blanc sur case blanche h3 · Dame noire sur case blanche a2 · Pion blanc sur case noire b2 · Pion blanc sur case blanche c2 · Roi blanc sur case noire c1 · Tour blanche sur case blanche h1 | Tour noire sur case blanche a8 · Tour blanche sur case noire d8 · Cavalier noir sur case noire f8 · Roi noir sur case blanche g8 · Tour noire sur case noire h8 · Fou noir sur case blanche b7 · Pion noir sur case noire g7 · Pion noir sur case blanche a6 · Cavalier blanc sur case blanche c6 · Pion blanc sur case blanche g6 · Pion noir sur case noire h6 · Fou noir sur case noire c5 · Pion noir sur case noire e5 · Pion noir sur case noire b4 · Dame blanche sur case blanche e4 · Pion blanc sur case noire h4 · Pion blanc sur case blanche f3 · Fou blanc sur case blanche h3 · Dame noire sur case blanche a2 · Pion blanc sur case noire b2 · Pion blanc sur case blanche c2 · Roi blanc sur case noire c1 · Tour blanche sur case blanche h1 | 7 |
| 6 | Tour noire sur case blanche a8 · Tour blanche sur case noire d8 · Cavalier noir sur case noire f8 · Roi noir sur case blanche g8 · Tour noire sur case noire h8 · Fou noir sur case blanche b7 · Pion noir sur case noire g7 · Pion noir sur case blanche a6 · Cavalier blanc sur case blanche c6 · Pion blanc sur case blanche g6 · Pion noir sur case noire h6 · Fou noir sur case noire c5 · Pion noir sur case noire e5 · Pion noir sur case noire b4 · Dame blanche sur case blanche e4 · Pion blanc sur case noire h4 · Pion blanc sur case blanche f3 · Fou blanc sur case blanche h3 · Dame noire sur case blanche a2 · Pion blanc sur case noire b2 · Pion blanc sur case blanche c2 · Roi blanc sur case noire c1 · Tour blanche sur case blanche h1 | Tour noire sur case blanche a8 · Tour blanche sur case noire d8 · Cavalier noir sur case noire f8 · Roi noir sur case blanche g8 · Tour noire sur case noire h8 · Fou noir sur case blanche b7 · Pion noir sur case noire g7 · Pion noir sur case blanche a6 · Cavalier blanc sur case blanche c6 · Pion blanc sur case blanche g6 · Pion noir sur case noire h6 · Fou noir sur case noire c5 · Pion noir sur case noire e5 · Pion noir sur case noire b4 · Dame blanche sur case blanche e4 · Pion blanc sur case noire h4 · Pion blanc sur case blanche f3 · Fou blanc sur case blanche h3 · Dame noire sur case blanche a2 · Pion blanc sur case noire b2 · Pion blanc sur case blanche c2 · Roi blanc sur case noire c1 · Tour blanche sur case blanche h1 | Tour noire sur case blanche a8 · Tour blanche sur case noire d8 · Cavalier noir sur case noire f8 · Roi noir sur case blanche g8 · Tour noire sur case noire h8 · Fou noir sur case blanche b7 · Pion noir sur case noire g7 · Pion noir sur case blanche a6 · Cavalier blanc sur case blanche c6 · Pion blanc sur case blanche g6 · Pion noir sur case noire h6 · Fou noir sur case noire c5 · Pion noir sur case noire e5 · Pion noir sur case noire b4 · Dame blanche sur case blanche e4 · Pion blanc sur case noire h4 · Pion blanc sur case blanche f3 · Fou blanc sur case blanche h3 · Dame noire sur case blanche a2 · Pion blanc sur case noire b2 · Pion blanc sur case blanche c2 · Roi blanc sur case noire c1 · Tour blanche sur case blanche h1 | Tour noire sur case blanche a8 · Tour blanche sur case noire d8 · Cavalier noir sur case noire f8 · Roi noir sur case blanche g8 · Tour noire sur case noire h8 · Fou noir sur case blanche b7 · Pion noir sur case noire g7 · Pion noir sur case blanche a6 · Cavalier blanc sur case blanche c6 · Pion blanc sur case blanche g6 · Pion noir sur case noire h6 · Fou noir sur case noire c5 · Pion noir sur case noire e5 · Pion noir sur case noire b4 · Dame blanche sur case blanche e4 · Pion blanc sur case noire h4 · Pion blanc sur case blanche f3 · Fou blanc sur case blanche h3 · Dame noire sur case blanche a2 · Pion blanc sur case noire b2 · Pion blanc sur case blanche c2 · Roi blanc sur case noire c1 · Tour blanche sur case blanche h1 | Tour noire sur case blanche a8 · Tour blanche sur case noire d8 · Cavalier noir sur case noire f8 · Roi noir sur case blanche g8 · Tour noire sur case noire h8 · Fou noir sur case blanche b7 · Pion noir sur case noire g7 · Pion noir sur case blanche a6 · Cavalier blanc sur case blanche c6 · Pion blanc sur case blanche g6 · Pion noir sur case noire h6 · Fou noir sur case noire c5 · Pion noir sur case noire e5 · Pion noir sur case noire b4 · Dame blanche sur case blanche e4 · Pion blanc sur case noire h4 · Pion blanc sur case blanche f3 · Fou blanc sur case blanche h3 · Dame noire sur case blanche a2 · Pion blanc sur case noire b2 · Pion blanc sur case blanche c2 · Roi blanc sur case noire c1 · Tour blanche sur case blanche h1 | Tour noire sur case blanche a8 · Tour blanche sur case noire d8 · Cavalier noir sur case noire f8 · Roi noir sur case blanche g8 · Tour noire sur case noire h8 · Fou noir sur case blanche b7 · Pion noir sur case noire g7 · Pion noir sur case blanche a6 · Cavalier blanc sur case blanche c6 · Pion blanc sur case blanche g6 · Pion noir sur case noire h6 · Fou noir sur case noire c5 · Pion noir sur case noire e5 · Pion noir sur case noire b4 · Dame blanche sur case blanche e4 · Pion blanc sur case noire h4 · Pion blanc sur case blanche f3 · Fou blanc sur case blanche h3 · Dame noire sur case blanche a2 · Pion blanc sur case noire b2 · Pion blanc sur case blanche c2 · Roi blanc sur case noire c1 · Tour blanche sur case blanche h1 | Tour noire sur case blanche a8 · Tour blanche sur case noire d8 · Cavalier noir sur case noire f8 · Roi noir sur case blanche g8 · Tour noire sur case noire h8 · Fou noir sur case blanche b7 · Pion noir sur case noire g7 · Pion noir sur case blanche a6 · Cavalier blanc sur case blanche c6 · Pion blanc sur case blanche g6 · Pion noir sur case noire h6 · Fou noir sur case noire c5 · Pion noir sur case noire e5 · Pion noir sur case noire b4 · Dame blanche sur case blanche e4 · Pion blanc sur case noire h4 · Pion blanc sur case blanche f3 · Fou blanc sur case blanche h3 · Dame noire sur case blanche a2 · Pion blanc sur case noire b2 · Pion blanc sur case blanche c2 · Roi blanc sur case noire c1 · Tour blanche sur case blanche h1 | Tour noire sur case blanche a8 · Tour blanche sur case noire d8 · Cavalier noir sur case noire f8 · Roi noir sur case blanche g8 · Tour noire sur case noire h8 · Fou noir sur case blanche b7 · Pion noir sur case noire g7 · Pion noir sur case blanche a6 · Cavalier blanc sur case blanche c6 · Pion blanc sur case blanche g6 · Pion noir sur case noire h6 · Fou noir sur case noire c5 · Pion noir sur case noire e5 · Pion noir sur case noire b4 · Dame blanche sur case blanche e4 · Pion blanc sur case noire h4 · Pion blanc sur case blanche f3 · Fou blanc sur case blanche h3 · Dame noire sur case blanche a2 · Pion blanc sur case noire b2 · Pion blanc sur case blanche c2 · Roi blanc sur case noire c1 · Tour blanche sur case blanche h1 | 6 |
| 5 | Tour noire sur case blanche a8 · Tour blanche sur case noire d8 · Cavalier noir sur case noire f8 · Roi noir sur case blanche g8 · Tour noire sur case noire h8 · Fou noir sur case blanche b7 · Pion noir sur case noire g7 · Pion noir sur case blanche a6 · Cavalier blanc sur case blanche c6 · Pion blanc sur case blanche g6 · Pion noir sur case noire h6 · Fou noir sur case noire c5 · Pion noir sur case noire e5 · Pion noir sur case noire b4 · Dame blanche sur case blanche e4 · Pion blanc sur case noire h4 · Pion blanc sur case blanche f3 · Fou blanc sur case blanche h3 · Dame noire sur case blanche a2 · Pion blanc sur case noire b2 · Pion blanc sur case blanche c2 · Roi blanc sur case noire c1 · Tour blanche sur case blanche h1 | Tour noire sur case blanche a8 · Tour blanche sur case noire d8 · Cavalier noir sur case noire f8 · Roi noir sur case blanche g8 · Tour noire sur case noire h8 · Fou noir sur case blanche b7 · Pion noir sur case noire g7 · Pion noir sur case blanche a6 · Cavalier blanc sur case blanche c6 · Pion blanc sur case blanche g6 · Pion noir sur case noire h6 · Fou noir sur case noire c5 · Pion noir sur case noire e5 · Pion noir sur case noire b4 · Dame blanche sur case blanche e4 · Pion blanc sur case noire h4 · Pion blanc sur case blanche f3 · Fou blanc sur case blanche h3 · Dame noire sur case blanche a2 · Pion blanc sur case noire b2 · Pion blanc sur case blanche c2 · Roi blanc sur case noire c1 · Tour blanche sur case blanche h1 | Tour noire sur case blanche a8 · Tour blanche sur case noire d8 · Cavalier noir sur case noire f8 · Roi noir sur case blanche g8 · Tour noire sur case noire h8 · Fou noir sur case blanche b7 · Pion noir sur case noire g7 · Pion noir sur case blanche a6 · Cavalier blanc sur case blanche c6 · Pion blanc sur case blanche g6 · Pion noir sur case noire h6 · Fou noir sur case noire c5 · Pion noir sur case noire e5 · Pion noir sur case noire b4 · Dame blanche sur case blanche e4 · Pion blanc sur case noire h4 · Pion blanc sur case blanche f3 · Fou blanc sur case blanche h3 · Dame noire sur case blanche a2 · Pion blanc sur case noire b2 · Pion blanc sur case blanche c2 · Roi blanc sur case noire c1 · Tour blanche sur case blanche h1 | Tour noire sur case blanche a8 · Tour blanche sur case noire d8 · Cavalier noir sur case noire f8 · Roi noir sur case blanche g8 · Tour noire sur case noire h8 · Fou noir sur case blanche b7 · Pion noir sur case noire g7 · Pion noir sur case blanche a6 · Cavalier blanc sur case blanche c6 · Pion blanc sur case blanche g6 · Pion noir sur case noire h6 · Fou noir sur case noire c5 · Pion noir sur case noire e5 · Pion noir sur case noire b4 · Dame blanche sur case blanche e4 · Pion blanc sur case noire h4 · Pion blanc sur case blanche f3 · Fou blanc sur case blanche h3 · Dame noire sur case blanche a2 · Pion blanc sur case noire b2 · Pion blanc sur case blanche c2 · Roi blanc sur case noire c1 · Tour blanche sur case blanche h1 | Tour noire sur case blanche a8 · Tour blanche sur case noire d8 · Cavalier noir sur case noire f8 · Roi noir sur case blanche g8 · Tour noire sur case noire h8 · Fou noir sur case blanche b7 · Pion noir sur case noire g7 · Pion noir sur case blanche a6 · Cavalier blanc sur case blanche c6 · Pion blanc sur case blanche g6 · Pion noir sur case noire h6 · Fou noir sur case noire c5 · Pion noir sur case noire e5 · Pion noir sur case noire b4 · Dame blanche sur case blanche e4 · Pion blanc sur case noire h4 · Pion blanc sur case blanche f3 · Fou blanc sur case blanche h3 · Dame noire sur case blanche a2 · Pion blanc sur case noire b2 · Pion blanc sur case blanche c2 · Roi blanc sur case noire c1 · Tour blanche sur case blanche h1 | Tour noire sur case blanche a8 · Tour blanche sur case noire d8 · Cavalier noir sur case noire f8 · Roi noir sur case blanche g8 · Tour noire sur case noire h8 · Fou noir sur case blanche b7 · Pion noir sur case noire g7 · Pion noir sur case blanche a6 · Cavalier blanc sur case blanche c6 · Pion blanc sur case blanche g6 · Pion noir sur case noire h6 · Fou noir sur case noire c5 · Pion noir sur case noire e5 · Pion noir sur case noire b4 · Dame blanche sur case blanche e4 · Pion blanc sur case noire h4 · Pion blanc sur case blanche f3 · Fou blanc sur case blanche h3 · Dame noire sur case blanche a2 · Pion blanc sur case noire b2 · Pion blanc sur case blanche c2 · Roi blanc sur case noire c1 · Tour blanche sur case blanche h1 | Tour noire sur case blanche a8 · Tour blanche sur case noire d8 · Cavalier noir sur case noire f8 · Roi noir sur case blanche g8 · Tour noire sur case noire h8 · Fou noir sur case blanche b7 · Pion noir sur case noire g7 · Pion noir sur case blanche a6 · Cavalier blanc sur case blanche c6 · Pion blanc sur case blanche g6 · Pion noir sur case noire h6 · Fou noir sur case noire c5 · Pion noir sur case noire e5 · Pion noir sur case noire b4 · Dame blanche sur case blanche e4 · Pion blanc sur case noire h4 · Pion blanc sur case blanche f3 · Fou blanc sur case blanche h3 · Dame noire sur case blanche a2 · Pion blanc sur case noire b2 · Pion blanc sur case blanche c2 · Roi blanc sur case noire c1 · Tour blanche sur case blanche h1 | Tour noire sur case blanche a8 · Tour blanche sur case noire d8 · Cavalier noir sur case noire f8 · Roi noir sur case blanche g8 · Tour noire sur case noire h8 · Fou noir sur case blanche b7 · Pion noir sur case noire g7 · Pion noir sur case blanche a6 · Cavalier blanc sur case blanche c6 · Pion blanc sur case blanche g6 · Pion noir sur case noire h6 · Fou noir sur case noire c5 · Pion noir sur case noire e5 · Pion noir sur case noire b4 · Dame blanche sur case blanche e4 · Pion blanc sur case noire h4 · Pion blanc sur case blanche f3 · Fou blanc sur case blanche h3 · Dame noire sur case blanche a2 · Pion blanc sur case noire b2 · Pion blanc sur case blanche c2 · Roi blanc sur case noire c1 · Tour blanche sur case blanche h1 | 5 |
| 4 | Tour noire sur case blanche a8 · Tour blanche sur case noire d8 · Cavalier noir sur case noire f8 · Roi noir sur case blanche g8 · Tour noire sur case noire h8 · Fou noir sur case blanche b7 · Pion noir sur case noire g7 · Pion noir sur case blanche a6 · Cavalier blanc sur case blanche c6 · Pion blanc sur case blanche g6 · Pion noir sur case noire h6 · Fou noir sur case noire c5 · Pion noir sur case noire e5 · Pion noir sur case noire b4 · Dame blanche sur case blanche e4 · Pion blanc sur case noire h4 · Pion blanc sur case blanche f3 · Fou blanc sur case blanche h3 · Dame noire sur case blanche a2 · Pion blanc sur case noire b2 · Pion blanc sur case blanche c2 · Roi blanc sur case noire c1 · Tour blanche sur case blanche h1 | Tour noire sur case blanche a8 · Tour blanche sur case noire d8 · Cavalier noir sur case noire f8 · Roi noir sur case blanche g8 · Tour noire sur case noire h8 · Fou noir sur case blanche b7 · Pion noir sur case noire g7 · Pion noir sur case blanche a6 · Cavalier blanc sur case blanche c6 · Pion blanc sur case blanche g6 · Pion noir sur case noire h6 · Fou noir sur case noire c5 · Pion noir sur case noire e5 · Pion noir sur case noire b4 · Dame blanche sur case blanche e4 · Pion blanc sur case noire h4 · Pion blanc sur case blanche f3 · Fou blanc sur case blanche h3 · Dame noire sur case blanche a2 · Pion blanc sur case noire b2 · Pion blanc sur case blanche c2 · Roi blanc sur case noire c1 · Tour blanche sur case blanche h1 | Tour noire sur case blanche a8 · Tour blanche sur case noire d8 · Cavalier noir sur case noire f8 · Roi noir sur case blanche g8 · Tour noire sur case noire h8 · Fou noir sur case blanche b7 · Pion noir sur case noire g7 · Pion noir sur case blanche a6 · Cavalier blanc sur case blanche c6 · Pion blanc sur case blanche g6 · Pion noir sur case noire h6 · Fou noir sur case noire c5 · Pion noir sur case noire e5 · Pion noir sur case noire b4 · Dame blanche sur case blanche e4 · Pion blanc sur case noire h4 · Pion blanc sur case blanche f3 · Fou blanc sur case blanche h3 · Dame noire sur case blanche a2 · Pion blanc sur case noire b2 · Pion blanc sur case blanche c2 · Roi blanc sur case noire c1 · Tour blanche sur case blanche h1 | Tour noire sur case blanche a8 · Tour blanche sur case noire d8 · Cavalier noir sur case noire f8 · Roi noir sur case blanche g8 · Tour noire sur case noire h8 · Fou noir sur case blanche b7 · Pion noir sur case noire g7 · Pion noir sur case blanche a6 · Cavalier blanc sur case blanche c6 · Pion blanc sur case blanche g6 · Pion noir sur case noire h6 · Fou noir sur case noire c5 · Pion noir sur case noire e5 · Pion noir sur case noire b4 · Dame blanche sur case blanche e4 · Pion blanc sur case noire h4 · Pion blanc sur case blanche f3 · Fou blanc sur case blanche h3 · Dame noire sur case blanche a2 · Pion blanc sur case noire b2 · Pion blanc sur case blanche c2 · Roi blanc sur case noire c1 · Tour blanche sur case blanche h1 | Tour noire sur case blanche a8 · Tour blanche sur case noire d8 · Cavalier noir sur case noire f8 · Roi noir sur case blanche g8 · Tour noire sur case noire h8 · Fou noir sur case blanche b7 · Pion noir sur case noire g7 · Pion noir sur case blanche a6 · Cavalier blanc sur case blanche c6 · Pion blanc sur case blanche g6 · Pion noir sur case noire h6 · Fou noir sur case noire c5 · Pion noir sur case noire e5 · Pion noir sur case noire b4 · Dame blanche sur case blanche e4 · Pion blanc sur case noire h4 · Pion blanc sur case blanche f3 · Fou blanc sur case blanche h3 · Dame noire sur case blanche a2 · Pion blanc sur case noire b2 · Pion blanc sur case blanche c2 · Roi blanc sur case noire c1 · Tour blanche sur case blanche h1 | Tour noire sur case blanche a8 · Tour blanche sur case noire d8 · Cavalier noir sur case noire f8 · Roi noir sur case blanche g8 · Tour noire sur case noire h8 · Fou noir sur case blanche b7 · Pion noir sur case noire g7 · Pion noir sur case blanche a6 · Cavalier blanc sur case blanche c6 · Pion blanc sur case blanche g6 · Pion noir sur case noire h6 · Fou noir sur case noire c5 · Pion noir sur case noire e5 · Pion noir sur case noire b4 · Dame blanche sur case blanche e4 · Pion blanc sur case noire h4 · Pion blanc sur case blanche f3 · Fou blanc sur case blanche h3 · Dame noire sur case blanche a2 · Pion blanc sur case noire b2 · Pion blanc sur case blanche c2 · Roi blanc sur case noire c1 · Tour blanche sur case blanche h1 | Tour noire sur case blanche a8 · Tour blanche sur case noire d8 · Cavalier noir sur case noire f8 · Roi noir sur case blanche g8 · Tour noire sur case noire h8 · Fou noir sur case blanche b7 · Pion noir sur case noire g7 · Pion noir sur case blanche a6 · Cavalier blanc sur case blanche c6 · Pion blanc sur case blanche g6 · Pion noir sur case noire h6 · Fou noir sur case noire c5 · Pion noir sur case noire e5 · Pion noir sur case noire b4 · Dame blanche sur case blanche e4 · Pion blanc sur case noire h4 · Pion blanc sur case blanche f3 · Fou blanc sur case blanche h3 · Dame noire sur case blanche a2 · Pion blanc sur case noire b2 · Pion blanc sur case blanche c2 · Roi blanc sur case noire c1 · Tour blanche sur case blanche h1 | Tour noire sur case blanche a8 · Tour blanche sur case noire d8 · Cavalier noir sur case noire f8 · Roi noir sur case blanche g8 · Tour noire sur case noire h8 · Fou noir sur case blanche b7 · Pion noir sur case noire g7 · Pion noir sur case blanche a6 · Cavalier blanc sur case blanche c6 · Pion blanc sur case blanche g6 · Pion noir sur case noire h6 · Fou noir sur case noire c5 · Pion noir sur case noire e5 · Pion noir sur case noire b4 · Dame blanche sur case blanche e4 · Pion blanc sur case noire h4 · Pion blanc sur case blanche f3 · Fou blanc sur case blanche h3 · Dame noire sur case blanche a2 · Pion blanc sur case noire b2 · Pion blanc sur case blanche c2 · Roi blanc sur case noire c1 · Tour blanche sur case blanche h1 | 4 |
| 3 | Tour noire sur case blanche a8 · Tour blanche sur case noire d8 · Cavalier noir sur case noire f8 · Roi noir sur case blanche g8 · Tour noire sur case noire h8 · Fou noir sur case blanche b7 · Pion noir sur case noire g7 · Pion noir sur case blanche a6 · Cavalier blanc sur case blanche c6 · Pion blanc sur case blanche g6 · Pion noir sur case noire h6 · Fou noir sur case noire c5 · Pion noir sur case noire e5 · Pion noir sur case noire b4 · Dame blanche sur case blanche e4 · Pion blanc sur case noire h4 · Pion blanc sur case blanche f3 · Fou blanc sur case blanche h3 · Dame noire sur case blanche a2 · Pion blanc sur case noire b2 · Pion blanc sur case blanche c2 · Roi blanc sur case noire c1 · Tour blanche sur case blanche h1 | Tour noire sur case blanche a8 · Tour blanche sur case noire d8 · Cavalier noir sur case noire f8 · Roi noir sur case blanche g8 · Tour noire sur case noire h8 · Fou noir sur case blanche b7 · Pion noir sur case noire g7 · Pion noir sur case blanche a6 · Cavalier blanc sur case blanche c6 · Pion blanc sur case blanche g6 · Pion noir sur case noire h6 · Fou noir sur case noire c5 · Pion noir sur case noire e5 · Pion noir sur case noire b4 · Dame blanche sur case blanche e4 · Pion blanc sur case noire h4 · Pion blanc sur case blanche f3 · Fou blanc sur case blanche h3 · Dame noire sur case blanche a2 · Pion blanc sur case noire b2 · Pion blanc sur case blanche c2 · Roi blanc sur case noire c1 · Tour blanche sur case blanche h1 | Tour noire sur case blanche a8 · Tour blanche sur case noire d8 · Cavalier noir sur case noire f8 · Roi noir sur case blanche g8 · Tour noire sur case noire h8 · Fou noir sur case blanche b7 · Pion noir sur case noire g7 · Pion noir sur case blanche a6 · Cavalier blanc sur case blanche c6 · Pion blanc sur case blanche g6 · Pion noir sur case noire h6 · Fou noir sur case noire c5 · Pion noir sur case noire e5 · Pion noir sur case noire b4 · Dame blanche sur case blanche e4 · Pion blanc sur case noire h4 · Pion blanc sur case blanche f3 · Fou blanc sur case blanche h3 · Dame noire sur case blanche a2 · Pion blanc sur case noire b2 · Pion blanc sur case blanche c2 · Roi blanc sur case noire c1 · Tour blanche sur case blanche h1 | Tour noire sur case blanche a8 · Tour blanche sur case noire d8 · Cavalier noir sur case noire f8 · Roi noir sur case blanche g8 · Tour noire sur case noire h8 · Fou noir sur case blanche b7 · Pion noir sur case noire g7 · Pion noir sur case blanche a6 · Cavalier blanc sur case blanche c6 · Pion blanc sur case blanche g6 · Pion noir sur case noire h6 · Fou noir sur case noire c5 · Pion noir sur case noire e5 · Pion noir sur case noire b4 · Dame blanche sur case blanche e4 · Pion blanc sur case noire h4 · Pion blanc sur case blanche f3 · Fou blanc sur case blanche h3 · Dame noire sur case blanche a2 · Pion blanc sur case noire b2 · Pion blanc sur case blanche c2 · Roi blanc sur case noire c1 · Tour blanche sur case blanche h1 | Tour noire sur case blanche a8 · Tour blanche sur case noire d8 · Cavalier noir sur case noire f8 · Roi noir sur case blanche g8 · Tour noire sur case noire h8 · Fou noir sur case blanche b7 · Pion noir sur case noire g7 · Pion noir sur case blanche a6 · Cavalier blanc sur case blanche c6 · Pion blanc sur case blanche g6 · Pion noir sur case noire h6 · Fou noir sur case noire c5 · Pion noir sur case noire e5 · Pion noir sur case noire b4 · Dame blanche sur case blanche e4 · Pion blanc sur case noire h4 · Pion blanc sur case blanche f3 · Fou blanc sur case blanche h3 · Dame noire sur case blanche a2 · Pion blanc sur case noire b2 · Pion blanc sur case blanche c2 · Roi blanc sur case noire c1 · Tour blanche sur case blanche h1 | Tour noire sur case blanche a8 · Tour blanche sur case noire d8 · Cavalier noir sur case noire f8 · Roi noir sur case blanche g8 · Tour noire sur case noire h8 · Fou noir sur case blanche b7 · Pion noir sur case noire g7 · Pion noir sur case blanche a6 · Cavalier blanc sur case blanche c6 · Pion blanc sur case blanche g6 · Pion noir sur case noire h6 · Fou noir sur case noire c5 · Pion noir sur case noire e5 · Pion noir sur case noire b4 · Dame blanche sur case blanche e4 · Pion blanc sur case noire h4 · Pion blanc sur case blanche f3 · Fou blanc sur case blanche h3 · Dame noire sur case blanche a2 · Pion blanc sur case noire b2 · Pion blanc sur case blanche c2 · Roi blanc sur case noire c1 · Tour blanche sur case blanche h1 | Tour noire sur case blanche a8 · Tour blanche sur case noire d8 · Cavalier noir sur case noire f8 · Roi noir sur case blanche g8 · Tour noire sur case noire h8 · Fou noir sur case blanche b7 · Pion noir sur case noire g7 · Pion noir sur case blanche a6 · Cavalier blanc sur case blanche c6 · Pion blanc sur case blanche g6 · Pion noir sur case noire h6 · Fou noir sur case noire c5 · Pion noir sur case noire e5 · Pion noir sur case noire b4 · Dame blanche sur case blanche e4 · Pion blanc sur case noire h4 · Pion blanc sur case blanche f3 · Fou blanc sur case blanche h3 · Dame noire sur case blanche a2 · Pion blanc sur case noire b2 · Pion blanc sur case blanche c2 · Roi blanc sur case noire c1 · Tour blanche sur case blanche h1 | Tour noire sur case blanche a8 · Tour blanche sur case noire d8 · Cavalier noir sur case noire f8 · Roi noir sur case blanche g8 · Tour noire sur case noire h8 · Fou noir sur case blanche b7 · Pion noir sur case noire g7 · Pion noir sur case blanche a6 · Cavalier blanc sur case blanche c6 · Pion blanc sur case blanche g6 · Pion noir sur case noire h6 · Fou noir sur case noire c5 · Pion noir sur case noire e5 · Pion noir sur case noire b4 · Dame blanche sur case blanche e4 · Pion blanc sur case noire h4 · Pion blanc sur case blanche f3 · Fou blanc sur case blanche h3 · Dame noire sur case blanche a2 · Pion blanc sur case noire b2 · Pion blanc sur case blanche c2 · Roi blanc sur case noire c1 · Tour blanche sur case blanche h1 | 3 |
| 2 | Tour noire sur case blanche a8 · Tour blanche sur case noire d8 · Cavalier noir sur case noire f8 · Roi noir sur case blanche g8 · Tour noire sur case noire h8 · Fou noir sur case blanche b7 · Pion noir sur case noire g7 · Pion noir sur case blanche a6 · Cavalier blanc sur case blanche c6 · Pion blanc sur case blanche g6 · Pion noir sur case noire h6 · Fou noir sur case noire c5 · Pion noir sur case noire e5 · Pion noir sur case noire b4 · Dame blanche sur case blanche e4 · Pion blanc sur case noire h4 · Pion blanc sur case blanche f3 · Fou blanc sur case blanche h3 · Dame noire sur case blanche a2 · Pion blanc sur case noire b2 · Pion blanc sur case blanche c2 · Roi blanc sur case noire c1 · Tour blanche sur case blanche h1 | Tour noire sur case blanche a8 · Tour blanche sur case noire d8 · Cavalier noir sur case noire f8 · Roi noir sur case blanche g8 · Tour noire sur case noire h8 · Fou noir sur case blanche b7 · Pion noir sur case noire g7 · Pion noir sur case blanche a6 · Cavalier blanc sur case blanche c6 · Pion blanc sur case blanche g6 · Pion noir sur case noire h6 · Fou noir sur case noire c5 · Pion noir sur case noire e5 · Pion noir sur case noire b4 · Dame blanche sur case blanche e4 · Pion blanc sur case noire h4 · Pion blanc sur case blanche f3 · Fou blanc sur case blanche h3 · Dame noire sur case blanche a2 · Pion blanc sur case noire b2 · Pion blanc sur case blanche c2 · Roi blanc sur case noire c1 · Tour blanche sur case blanche h1 | Tour noire sur case blanche a8 · Tour blanche sur case noire d8 · Cavalier noir sur case noire f8 · Roi noir sur case blanche g8 · Tour noire sur case noire h8 · Fou noir sur case blanche b7 · Pion noir sur case noire g7 · Pion noir sur case blanche a6 · Cavalier blanc sur case blanche c6 · Pion blanc sur case blanche g6 · Pion noir sur case noire h6 · Fou noir sur case noire c5 · Pion noir sur case noire e5 · Pion noir sur case noire b4 · Dame blanche sur case blanche e4 · Pion blanc sur case noire h4 · Pion blanc sur case blanche f3 · Fou blanc sur case blanche h3 · Dame noire sur case blanche a2 · Pion blanc sur case noire b2 · Pion blanc sur case blanche c2 · Roi blanc sur case noire c1 · Tour blanche sur case blanche h1 | Tour noire sur case blanche a8 · Tour blanche sur case noire d8 · Cavalier noir sur case noire f8 · Roi noir sur case blanche g8 · Tour noire sur case noire h8 · Fou noir sur case blanche b7 · Pion noir sur case noire g7 · Pion noir sur case blanche a6 · Cavalier blanc sur case blanche c6 · Pion blanc sur case blanche g6 · Pion noir sur case noire h6 · Fou noir sur case noire c5 · Pion noir sur case noire e5 · Pion noir sur case noire b4 · Dame blanche sur case blanche e4 · Pion blanc sur case noire h4 · Pion blanc sur case blanche f3 · Fou blanc sur case blanche h3 · Dame noire sur case blanche a2 · Pion blanc sur case noire b2 · Pion blanc sur case blanche c2 · Roi blanc sur case noire c1 · Tour blanche sur case blanche h1 | Tour noire sur case blanche a8 · Tour blanche sur case noire d8 · Cavalier noir sur case noire f8 · Roi noir sur case blanche g8 · Tour noire sur case noire h8 · Fou noir sur case blanche b7 · Pion noir sur case noire g7 · Pion noir sur case blanche a6 · Cavalier blanc sur case blanche c6 · Pion blanc sur case blanche g6 · Pion noir sur case noire h6 · Fou noir sur case noire c5 · Pion noir sur case noire e5 · Pion noir sur case noire b4 · Dame blanche sur case blanche e4 · Pion blanc sur case noire h4 · Pion blanc sur case blanche f3 · Fou blanc sur case blanche h3 · Dame noire sur case blanche a2 · Pion blanc sur case noire b2 · Pion blanc sur case blanche c2 · Roi blanc sur case noire c1 · Tour blanche sur case blanche h1 | Tour noire sur case blanche a8 · Tour blanche sur case noire d8 · Cavalier noir sur case noire f8 · Roi noir sur case blanche g8 · Tour noire sur case noire h8 · Fou noir sur case blanche b7 · Pion noir sur case noire g7 · Pion noir sur case blanche a6 · Cavalier blanc sur case blanche c6 · Pion blanc sur case blanche g6 · Pion noir sur case noire h6 · Fou noir sur case noire c5 · Pion noir sur case noire e5 · Pion noir sur case noire b4 · Dame blanche sur case blanche e4 · Pion blanc sur case noire h4 · Pion blanc sur case blanche f3 · Fou blanc sur case blanche h3 · Dame noire sur case blanche a2 · Pion blanc sur case noire b2 · Pion blanc sur case blanche c2 · Roi blanc sur case noire c1 · Tour blanche sur case blanche h1 | Tour noire sur case blanche a8 · Tour blanche sur case noire d8 · Cavalier noir sur case noire f8 · Roi noir sur case blanche g8 · Tour noire sur case noire h8 · Fou noir sur case blanche b7 · Pion noir sur case noire g7 · Pion noir sur case blanche a6 · Cavalier blanc sur case blanche c6 · Pion blanc sur case blanche g6 · Pion noir sur case noire h6 · Fou noir sur case noire c5 · Pion noir sur case noire e5 · Pion noir sur case noire b4 · Dame blanche sur case blanche e4 · Pion blanc sur case noire h4 · Pion blanc sur case blanche f3 · Fou blanc sur case blanche h3 · Dame noire sur case blanche a2 · Pion blanc sur case noire b2 · Pion blanc sur case blanche c2 · Roi blanc sur case noire c1 · Tour blanche sur case blanche h1 | Tour noire sur case blanche a8 · Tour blanche sur case noire d8 · Cavalier noir sur case noire f8 · Roi noir sur case blanche g8 · Tour noire sur case noire h8 · Fou noir sur case blanche b7 · Pion noir sur case noire g7 · Pion noir sur case blanche a6 · Cavalier blanc sur case blanche c6 · Pion blanc sur case blanche g6 · Pion noir sur case noire h6 · Fou noir sur case noire c5 · Pion noir sur case noire e5 · Pion noir sur case noire b4 · Dame blanche sur case blanche e4 · Pion blanc sur case noire h4 · Pion blanc sur case blanche f3 · Fou blanc sur case blanche h3 · Dame noire sur case blanche a2 · Pion blanc sur case noire b2 · Pion blanc sur case blanche c2 · Roi blanc sur case noire c1 · Tour blanche sur case blanche h1 | 2 |
| 1 | Tour noire sur case blanche a8 · Tour blanche sur case noire d8 · Cavalier noir sur case noire f8 · Roi noir sur case blanche g8 · Tour noire sur case noire h8 · Fou noir sur case blanche b7 · Pion noir sur case noire g7 · Pion noir sur case blanche a6 · Cavalier blanc sur case blanche c6 · Pion blanc sur case blanche g6 · Pion noir sur case noire h6 · Fou noir sur case noire c5 · Pion noir sur case noire e5 · Pion noir sur case noire b4 · Dame blanche sur case blanche e4 · Pion blanc sur case noire h4 · Pion blanc sur case blanche f3 · Fou blanc sur case blanche h3 · Dame noire sur case blanche a2 · Pion blanc sur case noire b2 · Pion blanc sur case blanche c2 · Roi blanc sur case noire c1 · Tour blanche sur case blanche h1 | Tour noire sur case blanche a8 · Tour blanche sur case noire d8 · Cavalier noir sur case noire f8 · Roi noir sur case blanche g8 · Tour noire sur case noire h8 · Fou noir sur case blanche b7 · Pion noir sur case noire g7 · Pion noir sur case blanche a6 · Cavalier blanc sur case blanche c6 · Pion blanc sur case blanche g6 · Pion noir sur case noire h6 · Fou noir sur case noire c5 · Pion noir sur case noire e5 · Pion noir sur case noire b4 · Dame blanche sur case blanche e4 · Pion blanc sur case noire h4 · Pion blanc sur case blanche f3 · Fou blanc sur case blanche h3 · Dame noire sur case blanche a2 · Pion blanc sur case noire b2 · Pion blanc sur case blanche c2 · Roi blanc sur case noire c1 · Tour blanche sur case blanche h1 | Tour noire sur case blanche a8 · Tour blanche sur case noire d8 · Cavalier noir sur case noire f8 · Roi noir sur case blanche g8 · Tour noire sur case noire h8 · Fou noir sur case blanche b7 · Pion noir sur case noire g7 · Pion noir sur case blanche a6 · Cavalier blanc sur case blanche c6 · Pion blanc sur case blanche g6 · Pion noir sur case noire h6 · Fou noir sur case noire c5 · Pion noir sur case noire e5 · Pion noir sur case noire b4 · Dame blanche sur case blanche e4 · Pion blanc sur case noire h4 · Pion blanc sur case blanche f3 · Fou blanc sur case blanche h3 · Dame noire sur case blanche a2 · Pion blanc sur case noire b2 · Pion blanc sur case blanche c2 · Roi blanc sur case noire c1 · Tour blanche sur case blanche h1 | Tour noire sur case blanche a8 · Tour blanche sur case noire d8 · Cavalier noir sur case noire f8 · Roi noir sur case blanche g8 · Tour noire sur case noire h8 · Fou noir sur case blanche b7 · Pion noir sur case noire g7 · Pion noir sur case blanche a6 · Cavalier blanc sur case blanche c6 · Pion blanc sur case blanche g6 · Pion noir sur case noire h6 · Fou noir sur case noire c5 · Pion noir sur case noire e5 · Pion noir sur case noire b4 · Dame blanche sur case blanche e4 · Pion blanc sur case noire h4 · Pion blanc sur case blanche f3 · Fou blanc sur case blanche h3 · Dame noire sur case blanche a2 · Pion blanc sur case noire b2 · Pion blanc sur case blanche c2 · Roi blanc sur case noire c1 · Tour blanche sur case blanche h1 | Tour noire sur case blanche a8 · Tour blanche sur case noire d8 · Cavalier noir sur case noire f8 · Roi noir sur case blanche g8 · Tour noire sur case noire h8 · Fou noir sur case blanche b7 · Pion noir sur case noire g7 · Pion noir sur case blanche a6 · Cavalier blanc sur case blanche c6 · Pion blanc sur case blanche g6 · Pion noir sur case noire h6 · Fou noir sur case noire c5 · Pion noir sur case noire e5 · Pion noir sur case noire b4 · Dame blanche sur case blanche e4 · Pion blanc sur case noire h4 · Pion blanc sur case blanche f3 · Fou blanc sur case blanche h3 · Dame noire sur case blanche a2 · Pion blanc sur case noire b2 · Pion blanc sur case blanche c2 · Roi blanc sur case noire c1 · Tour blanche sur case blanche h1 | Tour noire sur case blanche a8 · Tour blanche sur case noire d8 · Cavalier noir sur case noire f8 · Roi noir sur case blanche g8 · Tour noire sur case noire h8 · Fou noir sur case blanche b7 · Pion noir sur case noire g7 · Pion noir sur case blanche a6 · Cavalier blanc sur case blanche c6 · Pion blanc sur case blanche g6 · Pion noir sur case noire h6 · Fou noir sur case noire c5 · Pion noir sur case noire e5 · Pion noir sur case noire b4 · Dame blanche sur case blanche e4 · Pion blanc sur case noire h4 · Pion blanc sur case blanche f3 · Fou blanc sur case blanche h3 · Dame noire sur case blanche a2 · Pion blanc sur case noire b2 · Pion blanc sur case blanche c2 · Roi blanc sur case noire c1 · Tour blanche sur case blanche h1 | Tour noire sur case blanche a8 · Tour blanche sur case noire d8 · Cavalier noir sur case noire f8 · Roi noir sur case blanche g8 · Tour noire sur case noire h8 · Fou noir sur case blanche b7 · Pion noir sur case noire g7 · Pion noir sur case blanche a6 · Cavalier blanc sur case blanche c6 · Pion blanc sur case blanche g6 · Pion noir sur case noire h6 · Fou noir sur case noire c5 · Pion noir sur case noire e5 · Pion noir sur case noire b4 · Dame blanche sur case blanche e4 · Pion blanc sur case noire h4 · Pion blanc sur case blanche f3 · Fou blanc sur case blanche h3 · Dame noire sur case blanche a2 · Pion blanc sur case noire b2 · Pion blanc sur case blanche c2 · Roi blanc sur case noire c1 · Tour blanche sur case blanche h1 | Tour noire sur case blanche a8 · Tour blanche sur case noire d8 · Cavalier noir sur case noire f8 · Roi noir sur case blanche g8 · Tour noire sur case noire h8 · Fou noir sur case blanche b7 · Pion noir sur case noire g7 · Pion noir sur case blanche a6 · Cavalier blanc sur case blanche c6 · Pion blanc sur case blanche g6 · Pion noir sur case noire h6 · Fou noir sur case noire c5 · Pion noir sur case noire e5 · Pion noir sur case noire b4 · Dame blanche sur case blanche e4 · Pion blanc sur case noire h4 · Pion blanc sur case blanche f3 · Fou blanc sur case blanche h3 · Dame noire sur case blanche a2 · Pion blanc sur case noire b2 · Pion blanc sur case blanche c2 · Roi blanc sur case noire c1 · Tour blanche sur case blanche h1 | 1 |
|   | a | b | c | d | e | f | g | h |   |

14. ..fxe6 15. Cxe6 Da5 16. exd5 Dxa2 17. Dd3 Rf7 18. g5 Cxd5 19. Fh3 Cxe3 20. Cd8+ Re7 21. Cc6+ Rf7 22. g6+ Rg8 23. Dxe3 Fc5 24. De4 Cf8 25. Td8 Fb7 (diagramme)
Ici, Morozevitch pouvait gagner par 26. Txf8+! avec l'idée de continuer par 27. Dxe5, menaçant Fe6+ et mat à suivre.
26. Txa8? Fxa8 27. h5 Th7!!
Un coup extraordinaire : Maxime, qui a absolument besoin de dégager une case pour son roi, résout le problème en mettant sa tour en prise. De son côté, Morozevitch a mieux à faire que la prendre, ce qui réactiverait le cavalier en f8. La tour noire va donc rester sur cette case, sous la menace du pion g6, pendant vingt-quatre coups.
28. Te1 Fxc6 29. Dxc6 Fd4 30. Rd2 Dxb2 31. Dc4+ Rh8 32. Rd3 a5 33. Dc8
Ce coup menace Dxf8. Les Noirs ne peuvent pas défendre par Rg8, car suit Fe6+.
33. ..Da3+ 34. Re4 b3
Cette avancée du pion b participe au contre-jeu noir à l'aile dame, mais surtout dégage la diagonale a3-f8, ce qui permet à la dame de protéger le cavalier.
35. cxb3 a4 36. Tb1 Db4 37. Dc4 Db7+ 38. Dd5 Db4 39. Dc4 Dd2 40. Fg4?
Ce dernier coup blanc, nécessaire pour atteindre le contrôle de temps, est une sérieuse erreur. Il fallait finalement prendre la tour, avec 40. gxh7, qui aurait évité le coup suivant.
|   | a | b | c | d | e | f | g | h |   |
| 8 | Cavalier noir sur case noire f8 · Roi noir sur case noire h8 · Dame blanche sur case blanche f7 · Pion noir sur case noire g7 · Tour noire sur case blanche h7 · Pion blanc sur case blanche g6 · Pion noir sur case noire h6 · Fou noir sur case noire c5 · Pion noir sur case noire e5 · Pion blanc sur case blanche h5 · Roi blanc sur case blanche e4 · Fou blanc sur case blanche g4 · Pion blanc sur case blanche b3 · Pion blanc sur case blanche f3 · Dame noire sur case noire a1 | Cavalier noir sur case noire f8 · Roi noir sur case noire h8 · Dame blanche sur case blanche f7 · Pion noir sur case noire g7 · Tour noire sur case blanche h7 · Pion blanc sur case blanche g6 · Pion noir sur case noire h6 · Fou noir sur case noire c5 · Pion noir sur case noire e5 · Pion blanc sur case blanche h5 · Roi blanc sur case blanche e4 · Fou blanc sur case blanche g4 · Pion blanc sur case blanche b3 · Pion blanc sur case blanche f3 · Dame noire sur case noire a1 | Cavalier noir sur case noire f8 · Roi noir sur case noire h8 · Dame blanche sur case blanche f7 · Pion noir sur case noire g7 · Tour noire sur case blanche h7 · Pion blanc sur case blanche g6 · Pion noir sur case noire h6 · Fou noir sur case noire c5 · Pion noir sur case noire e5 · Pion blanc sur case blanche h5 · Roi blanc sur case blanche e4 · Fou blanc sur case blanche g4 · Pion blanc sur case blanche b3 · Pion blanc sur case blanche f3 · Dame noire sur case noire a1 | Cavalier noir sur case noire f8 · Roi noir sur case noire h8 · Dame blanche sur case blanche f7 · Pion noir sur case noire g7 · Tour noire sur case blanche h7 · Pion blanc sur case blanche g6 · Pion noir sur case noire h6 · Fou noir sur case noire c5 · Pion noir sur case noire e5 · Pion blanc sur case blanche h5 · Roi blanc sur case blanche e4 · Fou blanc sur case blanche g4 · Pion blanc sur case blanche b3 · Pion blanc sur case blanche f3 · Dame noire sur case noire a1 | Cavalier noir sur case noire f8 · Roi noir sur case noire h8 · Dame blanche sur case blanche f7 · Pion noir sur case noire g7 · Tour noire sur case blanche h7 · Pion blanc sur case blanche g6 · Pion noir sur case noire h6 · Fou noir sur case noire c5 · Pion noir sur case noire e5 · Pion blanc sur case blanche h5 · Roi blanc sur case blanche e4 · Fou blanc sur case blanche g4 · Pion blanc sur case blanche b3 · Pion blanc sur case blanche f3 · Dame noire sur case noire a1 | Cavalier noir sur case noire f8 · Roi noir sur case noire h8 · Dame blanche sur case blanche f7 · Pion noir sur case noire g7 · Tour noire sur case blanche h7 · Pion blanc sur case blanche g6 · Pion noir sur case noire h6 · Fou noir sur case noire c5 · Pion noir sur case noire e5 · Pion blanc sur case blanche h5 · Roi blanc sur case blanche e4 · Fou blanc sur case blanche g4 · Pion blanc sur case blanche b3 · Pion blanc sur case blanche f3 · Dame noire sur case noire a1 | Cavalier noir sur case noire f8 · Roi noir sur case noire h8 · Dame blanche sur case blanche f7 · Pion noir sur case noire g7 · Tour noire sur case blanche h7 · Pion blanc sur case blanche g6 · Pion noir sur case noire h6 · Fou noir sur case noire c5 · Pion noir sur case noire e5 · Pion blanc sur case blanche h5 · Roi blanc sur case blanche e4 · Fou blanc sur case blanche g4 · Pion blanc sur case blanche b3 · Pion blanc sur case blanche f3 · Dame noire sur case noire a1 | Cavalier noir sur case noire f8 · Roi noir sur case noire h8 · Dame blanche sur case blanche f7 · Pion noir sur case noire g7 · Tour noire sur case blanche h7 · Pion blanc sur case blanche g6 · Pion noir sur case noire h6 · Fou noir sur case noire c5 · Pion noir sur case noire e5 · Pion blanc sur case blanche h5 · Roi blanc sur case blanche e4 · Fou blanc sur case blanche g4 · Pion blanc sur case blanche b3 · Pion blanc sur case blanche f3 · Dame noire sur case noire a1 | 8 |
| 7 | Cavalier noir sur case noire f8 · Roi noir sur case noire h8 · Dame blanche sur case blanche f7 · Pion noir sur case noire g7 · Tour noire sur case blanche h7 · Pion blanc sur case blanche g6 · Pion noir sur case noire h6 · Fou noir sur case noire c5 · Pion noir sur case noire e5 · Pion blanc sur case blanche h5 · Roi blanc sur case blanche e4 · Fou blanc sur case blanche g4 · Pion blanc sur case blanche b3 · Pion blanc sur case blanche f3 · Dame noire sur case noire a1 | Cavalier noir sur case noire f8 · Roi noir sur case noire h8 · Dame blanche sur case blanche f7 · Pion noir sur case noire g7 · Tour noire sur case blanche h7 · Pion blanc sur case blanche g6 · Pion noir sur case noire h6 · Fou noir sur case noire c5 · Pion noir sur case noire e5 · Pion blanc sur case blanche h5 · Roi blanc sur case blanche e4 · Fou blanc sur case blanche g4 · Pion blanc sur case blanche b3 · Pion blanc sur case blanche f3 · Dame noire sur case noire a1 | Cavalier noir sur case noire f8 · Roi noir sur case noire h8 · Dame blanche sur case blanche f7 · Pion noir sur case noire g7 · Tour noire sur case blanche h7 · Pion blanc sur case blanche g6 · Pion noir sur case noire h6 · Fou noir sur case noire c5 · Pion noir sur case noire e5 · Pion blanc sur case blanche h5 · Roi blanc sur case blanche e4 · Fou blanc sur case blanche g4 · Pion blanc sur case blanche b3 · Pion blanc sur case blanche f3 · Dame noire sur case noire a1 | Cavalier noir sur case noire f8 · Roi noir sur case noire h8 · Dame blanche sur case blanche f7 · Pion noir sur case noire g7 · Tour noire sur case blanche h7 · Pion blanc sur case blanche g6 · Pion noir sur case noire h6 · Fou noir sur case noire c5 · Pion noir sur case noire e5 · Pion blanc sur case blanche h5 · Roi blanc sur case blanche e4 · Fou blanc sur case blanche g4 · Pion blanc sur case blanche b3 · Pion blanc sur case blanche f3 · Dame noire sur case noire a1 | Cavalier noir sur case noire f8 · Roi noir sur case noire h8 · Dame blanche sur case blanche f7 · Pion noir sur case noire g7 · Tour noire sur case blanche h7 · Pion blanc sur case blanche g6 · Pion noir sur case noire h6 · Fou noir sur case noire c5 · Pion noir sur case noire e5 · Pion blanc sur case blanche h5 · Roi blanc sur case blanche e4 · Fou blanc sur case blanche g4 · Pion blanc sur case blanche b3 · Pion blanc sur case blanche f3 · Dame noire sur case noire a1 | Cavalier noir sur case noire f8 · Roi noir sur case noire h8 · Dame blanche sur case blanche f7 · Pion noir sur case noire g7 · Tour noire sur case blanche h7 · Pion blanc sur case blanche g6 · Pion noir sur case noire h6 · Fou noir sur case noire c5 · Pion noir sur case noire e5 · Pion blanc sur case blanche h5 · Roi blanc sur case blanche e4 · Fou blanc sur case blanche g4 · Pion blanc sur case blanche b3 · Pion blanc sur case blanche f3 · Dame noire sur case noire a1 | Cavalier noir sur case noire f8 · Roi noir sur case noire h8 · Dame blanche sur case blanche f7 · Pion noir sur case noire g7 · Tour noire sur case blanche h7 · Pion blanc sur case blanche g6 · Pion noir sur case noire h6 · Fou noir sur case noire c5 · Pion noir sur case noire e5 · Pion blanc sur case blanche h5 · Roi blanc sur case blanche e4 · Fou blanc sur case blanche g4 · Pion blanc sur case blanche b3 · Pion blanc sur case blanche f3 · Dame noire sur case noire a1 | Cavalier noir sur case noire f8 · Roi noir sur case noire h8 · Dame blanche sur case blanche f7 · Pion noir sur case noire g7 · Tour noire sur case blanche h7 · Pion blanc sur case blanche g6 · Pion noir sur case noire h6 · Fou noir sur case noire c5 · Pion noir sur case noire e5 · Pion blanc sur case blanche h5 · Roi blanc sur case blanche e4 · Fou blanc sur case blanche g4 · Pion blanc sur case blanche b3 · Pion blanc sur case blanche f3 · Dame noire sur case noire a1 | 7 |
| 6 | Cavalier noir sur case noire f8 · Roi noir sur case noire h8 · Dame blanche sur case blanche f7 · Pion noir sur case noire g7 · Tour noire sur case blanche h7 · Pion blanc sur case blanche g6 · Pion noir sur case noire h6 · Fou noir sur case noire c5 · Pion noir sur case noire e5 · Pion blanc sur case blanche h5 · Roi blanc sur case blanche e4 · Fou blanc sur case blanche g4 · Pion blanc sur case blanche b3 · Pion blanc sur case blanche f3 · Dame noire sur case noire a1 | Cavalier noir sur case noire f8 · Roi noir sur case noire h8 · Dame blanche sur case blanche f7 · Pion noir sur case noire g7 · Tour noire sur case blanche h7 · Pion blanc sur case blanche g6 · Pion noir sur case noire h6 · Fou noir sur case noire c5 · Pion noir sur case noire e5 · Pion blanc sur case blanche h5 · Roi blanc sur case blanche e4 · Fou blanc sur case blanche g4 · Pion blanc sur case blanche b3 · Pion blanc sur case blanche f3 · Dame noire sur case noire a1 | Cavalier noir sur case noire f8 · Roi noir sur case noire h8 · Dame blanche sur case blanche f7 · Pion noir sur case noire g7 · Tour noire sur case blanche h7 · Pion blanc sur case blanche g6 · Pion noir sur case noire h6 · Fou noir sur case noire c5 · Pion noir sur case noire e5 · Pion blanc sur case blanche h5 · Roi blanc sur case blanche e4 · Fou blanc sur case blanche g4 · Pion blanc sur case blanche b3 · Pion blanc sur case blanche f3 · Dame noire sur case noire a1 | Cavalier noir sur case noire f8 · Roi noir sur case noire h8 · Dame blanche sur case blanche f7 · Pion noir sur case noire g7 · Tour noire sur case blanche h7 · Pion blanc sur case blanche g6 · Pion noir sur case noire h6 · Fou noir sur case noire c5 · Pion noir sur case noire e5 · Pion blanc sur case blanche h5 · Roi blanc sur case blanche e4 · Fou blanc sur case blanche g4 · Pion blanc sur case blanche b3 · Pion blanc sur case blanche f3 · Dame noire sur case noire a1 | Cavalier noir sur case noire f8 · Roi noir sur case noire h8 · Dame blanche sur case blanche f7 · Pion noir sur case noire g7 · Tour noire sur case blanche h7 · Pion blanc sur case blanche g6 · Pion noir sur case noire h6 · Fou noir sur case noire c5 · Pion noir sur case noire e5 · Pion blanc sur case blanche h5 · Roi blanc sur case blanche e4 · Fou blanc sur case blanche g4 · Pion blanc sur case blanche b3 · Pion blanc sur case blanche f3 · Dame noire sur case noire a1 | Cavalier noir sur case noire f8 · Roi noir sur case noire h8 · Dame blanche sur case blanche f7 · Pion noir sur case noire g7 · Tour noire sur case blanche h7 · Pion blanc sur case blanche g6 · Pion noir sur case noire h6 · Fou noir sur case noire c5 · Pion noir sur case noire e5 · Pion blanc sur case blanche h5 · Roi blanc sur case blanche e4 · Fou blanc sur case blanche g4 · Pion blanc sur case blanche b3 · Pion blanc sur case blanche f3 · Dame noire sur case noire a1 | Cavalier noir sur case noire f8 · Roi noir sur case noire h8 · Dame blanche sur case blanche f7 · Pion noir sur case noire g7 · Tour noire sur case blanche h7 · Pion blanc sur case blanche g6 · Pion noir sur case noire h6 · Fou noir sur case noire c5 · Pion noir sur case noire e5 · Pion blanc sur case blanche h5 · Roi blanc sur case blanche e4 · Fou blanc sur case blanche g4 · Pion blanc sur case blanche b3 · Pion blanc sur case blanche f3 · Dame noire sur case noire a1 | Cavalier noir sur case noire f8 · Roi noir sur case noire h8 · Dame blanche sur case blanche f7 · Pion noir sur case noire g7 · Tour noire sur case blanche h7 · Pion blanc sur case blanche g6 · Pion noir sur case noire h6 · Fou noir sur case noire c5 · Pion noir sur case noire e5 · Pion blanc sur case blanche h5 · Roi blanc sur case blanche e4 · Fou blanc sur case blanche g4 · Pion blanc sur case blanche b3 · Pion blanc sur case blanche f3 · Dame noire sur case noire a1 | 6 |
| 5 | Cavalier noir sur case noire f8 · Roi noir sur case noire h8 · Dame blanche sur case blanche f7 · Pion noir sur case noire g7 · Tour noire sur case blanche h7 · Pion blanc sur case blanche g6 · Pion noir sur case noire h6 · Fou noir sur case noire c5 · Pion noir sur case noire e5 · Pion blanc sur case blanche h5 · Roi blanc sur case blanche e4 · Fou blanc sur case blanche g4 · Pion blanc sur case blanche b3 · Pion blanc sur case blanche f3 · Dame noire sur case noire a1 | Cavalier noir sur case noire f8 · Roi noir sur case noire h8 · Dame blanche sur case blanche f7 · Pion noir sur case noire g7 · Tour noire sur case blanche h7 · Pion blanc sur case blanche g6 · Pion noir sur case noire h6 · Fou noir sur case noire c5 · Pion noir sur case noire e5 · Pion blanc sur case blanche h5 · Roi blanc sur case blanche e4 · Fou blanc sur case blanche g4 · Pion blanc sur case blanche b3 · Pion blanc sur case blanche f3 · Dame noire sur case noire a1 | Cavalier noir sur case noire f8 · Roi noir sur case noire h8 · Dame blanche sur case blanche f7 · Pion noir sur case noire g7 · Tour noire sur case blanche h7 · Pion blanc sur case blanche g6 · Pion noir sur case noire h6 · Fou noir sur case noire c5 · Pion noir sur case noire e5 · Pion blanc sur case blanche h5 · Roi blanc sur case blanche e4 · Fou blanc sur case blanche g4 · Pion blanc sur case blanche b3 · Pion blanc sur case blanche f3 · Dame noire sur case noire a1 | Cavalier noir sur case noire f8 · Roi noir sur case noire h8 · Dame blanche sur case blanche f7 · Pion noir sur case noire g7 · Tour noire sur case blanche h7 · Pion blanc sur case blanche g6 · Pion noir sur case noire h6 · Fou noir sur case noire c5 · Pion noir sur case noire e5 · Pion blanc sur case blanche h5 · Roi blanc sur case blanche e4 · Fou blanc sur case blanche g4 · Pion blanc sur case blanche b3 · Pion blanc sur case blanche f3 · Dame noire sur case noire a1 | Cavalier noir sur case noire f8 · Roi noir sur case noire h8 · Dame blanche sur case blanche f7 · Pion noir sur case noire g7 · Tour noire sur case blanche h7 · Pion blanc sur case blanche g6 · Pion noir sur case noire h6 · Fou noir sur case noire c5 · Pion noir sur case noire e5 · Pion blanc sur case blanche h5 · Roi blanc sur case blanche e4 · Fou blanc sur case blanche g4 · Pion blanc sur case blanche b3 · Pion blanc sur case blanche f3 · Dame noire sur case noire a1 | Cavalier noir sur case noire f8 · Roi noir sur case noire h8 · Dame blanche sur case blanche f7 · Pion noir sur case noire g7 · Tour noire sur case blanche h7 · Pion blanc sur case blanche g6 · Pion noir sur case noire h6 · Fou noir sur case noire c5 · Pion noir sur case noire e5 · Pion blanc sur case blanche h5 · Roi blanc sur case blanche e4 · Fou blanc sur case blanche g4 · Pion blanc sur case blanche b3 · Pion blanc sur case blanche f3 · Dame noire sur case noire a1 | Cavalier noir sur case noire f8 · Roi noir sur case noire h8 · Dame blanche sur case blanche f7 · Pion noir sur case noire g7 · Tour noire sur case blanche h7 · Pion blanc sur case blanche g6 · Pion noir sur case noire h6 · Fou noir sur case noire c5 · Pion noir sur case noire e5 · Pion blanc sur case blanche h5 · Roi blanc sur case blanche e4 · Fou blanc sur case blanche g4 · Pion blanc sur case blanche b3 · Pion blanc sur case blanche f3 · Dame noire sur case noire a1 | Cavalier noir sur case noire f8 · Roi noir sur case noire h8 · Dame blanche sur case blanche f7 · Pion noir sur case noire g7 · Tour noire sur case blanche h7 · Pion blanc sur case blanche g6 · Pion noir sur case noire h6 · Fou noir sur case noire c5 · Pion noir sur case noire e5 · Pion blanc sur case blanche h5 · Roi blanc sur case blanche e4 · Fou blanc sur case blanche g4 · Pion blanc sur case blanche b3 · Pion blanc sur case blanche f3 · Dame noire sur case noire a1 | 5 |
| 4 | Cavalier noir sur case noire f8 · Roi noir sur case noire h8 · Dame blanche sur case blanche f7 · Pion noir sur case noire g7 · Tour noire sur case blanche h7 · Pion blanc sur case blanche g6 · Pion noir sur case noire h6 · Fou noir sur case noire c5 · Pion noir sur case noire e5 · Pion blanc sur case blanche h5 · Roi blanc sur case blanche e4 · Fou blanc sur case blanche g4 · Pion blanc sur case blanche b3 · Pion blanc sur case blanche f3 · Dame noire sur case noire a1 | Cavalier noir sur case noire f8 · Roi noir sur case noire h8 · Dame blanche sur case blanche f7 · Pion noir sur case noire g7 · Tour noire sur case blanche h7 · Pion blanc sur case blanche g6 · Pion noir sur case noire h6 · Fou noir sur case noire c5 · Pion noir sur case noire e5 · Pion blanc sur case blanche h5 · Roi blanc sur case blanche e4 · Fou blanc sur case blanche g4 · Pion blanc sur case blanche b3 · Pion blanc sur case blanche f3 · Dame noire sur case noire a1 | Cavalier noir sur case noire f8 · Roi noir sur case noire h8 · Dame blanche sur case blanche f7 · Pion noir sur case noire g7 · Tour noire sur case blanche h7 · Pion blanc sur case blanche g6 · Pion noir sur case noire h6 · Fou noir sur case noire c5 · Pion noir sur case noire e5 · Pion blanc sur case blanche h5 · Roi blanc sur case blanche e4 · Fou blanc sur case blanche g4 · Pion blanc sur case blanche b3 · Pion blanc sur case blanche f3 · Dame noire sur case noire a1 | Cavalier noir sur case noire f8 · Roi noir sur case noire h8 · Dame blanche sur case blanche f7 · Pion noir sur case noire g7 · Tour noire sur case blanche h7 · Pion blanc sur case blanche g6 · Pion noir sur case noire h6 · Fou noir sur case noire c5 · Pion noir sur case noire e5 · Pion blanc sur case blanche h5 · Roi blanc sur case blanche e4 · Fou blanc sur case blanche g4 · Pion blanc sur case blanche b3 · Pion blanc sur case blanche f3 · Dame noire sur case noire a1 | Cavalier noir sur case noire f8 · Roi noir sur case noire h8 · Dame blanche sur case blanche f7 · Pion noir sur case noire g7 · Tour noire sur case blanche h7 · Pion blanc sur case blanche g6 · Pion noir sur case noire h6 · Fou noir sur case noire c5 · Pion noir sur case noire e5 · Pion blanc sur case blanche h5 · Roi blanc sur case blanche e4 · Fou blanc sur case blanche g4 · Pion blanc sur case blanche b3 · Pion blanc sur case blanche f3 · Dame noire sur case noire a1 | Cavalier noir sur case noire f8 · Roi noir sur case noire h8 · Dame blanche sur case blanche f7 · Pion noir sur case noire g7 · Tour noire sur case blanche h7 · Pion blanc sur case blanche g6 · Pion noir sur case noire h6 · Fou noir sur case noire c5 · Pion noir sur case noire e5 · Pion blanc sur case blanche h5 · Roi blanc sur case blanche e4 · Fou blanc sur case blanche g4 · Pion blanc sur case blanche b3 · Pion blanc sur case blanche f3 · Dame noire sur case noire a1 | Cavalier noir sur case noire f8 · Roi noir sur case noire h8 · Dame blanche sur case blanche f7 · Pion noir sur case noire g7 · Tour noire sur case blanche h7 · Pion blanc sur case blanche g6 · Pion noir sur case noire h6 · Fou noir sur case noire c5 · Pion noir sur case noire e5 · Pion blanc sur case blanche h5 · Roi blanc sur case blanche e4 · Fou blanc sur case blanche g4 · Pion blanc sur case blanche b3 · Pion blanc sur case blanche f3 · Dame noire sur case noire a1 | Cavalier noir sur case noire f8 · Roi noir sur case noire h8 · Dame blanche sur case blanche f7 · Pion noir sur case noire g7 · Tour noire sur case blanche h7 · Pion blanc sur case blanche g6 · Pion noir sur case noire h6 · Fou noir sur case noire c5 · Pion noir sur case noire e5 · Pion blanc sur case blanche h5 · Roi blanc sur case blanche e4 · Fou blanc sur case blanche g4 · Pion blanc sur case blanche b3 · Pion blanc sur case blanche f3 · Dame noire sur case noire a1 | 4 |
| 3 | Cavalier noir sur case noire f8 · Roi noir sur case noire h8 · Dame blanche sur case blanche f7 · Pion noir sur case noire g7 · Tour noire sur case blanche h7 · Pion blanc sur case blanche g6 · Pion noir sur case noire h6 · Fou noir sur case noire c5 · Pion noir sur case noire e5 · Pion blanc sur case blanche h5 · Roi blanc sur case blanche e4 · Fou blanc sur case blanche g4 · Pion blanc sur case blanche b3 · Pion blanc sur case blanche f3 · Dame noire sur case noire a1 | Cavalier noir sur case noire f8 · Roi noir sur case noire h8 · Dame blanche sur case blanche f7 · Pion noir sur case noire g7 · Tour noire sur case blanche h7 · Pion blanc sur case blanche g6 · Pion noir sur case noire h6 · Fou noir sur case noire c5 · Pion noir sur case noire e5 · Pion blanc sur case blanche h5 · Roi blanc sur case blanche e4 · Fou blanc sur case blanche g4 · Pion blanc sur case blanche b3 · Pion blanc sur case blanche f3 · Dame noire sur case noire a1 | Cavalier noir sur case noire f8 · Roi noir sur case noire h8 · Dame blanche sur case blanche f7 · Pion noir sur case noire g7 · Tour noire sur case blanche h7 · Pion blanc sur case blanche g6 · Pion noir sur case noire h6 · Fou noir sur case noire c5 · Pion noir sur case noire e5 · Pion blanc sur case blanche h5 · Roi blanc sur case blanche e4 · Fou blanc sur case blanche g4 · Pion blanc sur case blanche b3 · Pion blanc sur case blanche f3 · Dame noire sur case noire a1 | Cavalier noir sur case noire f8 · Roi noir sur case noire h8 · Dame blanche sur case blanche f7 · Pion noir sur case noire g7 · Tour noire sur case blanche h7 · Pion blanc sur case blanche g6 · Pion noir sur case noire h6 · Fou noir sur case noire c5 · Pion noir sur case noire e5 · Pion blanc sur case blanche h5 · Roi blanc sur case blanche e4 · Fou blanc sur case blanche g4 · Pion blanc sur case blanche b3 · Pion blanc sur case blanche f3 · Dame noire sur case noire a1 | Cavalier noir sur case noire f8 · Roi noir sur case noire h8 · Dame blanche sur case blanche f7 · Pion noir sur case noire g7 · Tour noire sur case blanche h7 · Pion blanc sur case blanche g6 · Pion noir sur case noire h6 · Fou noir sur case noire c5 · Pion noir sur case noire e5 · Pion blanc sur case blanche h5 · Roi blanc sur case blanche e4 · Fou blanc sur case blanche g4 · Pion blanc sur case blanche b3 · Pion blanc sur case blanche f3 · Dame noire sur case noire a1 | Cavalier noir sur case noire f8 · Roi noir sur case noire h8 · Dame blanche sur case blanche f7 · Pion noir sur case noire g7 · Tour noire sur case blanche h7 · Pion blanc sur case blanche g6 · Pion noir sur case noire h6 · Fou noir sur case noire c5 · Pion noir sur case noire e5 · Pion blanc sur case blanche h5 · Roi blanc sur case blanche e4 · Fou blanc sur case blanche g4 · Pion blanc sur case blanche b3 · Pion blanc sur case blanche f3 · Dame noire sur case noire a1 | Cavalier noir sur case noire f8 · Roi noir sur case noire h8 · Dame blanche sur case blanche f7 · Pion noir sur case noire g7 · Tour noire sur case blanche h7 · Pion blanc sur case blanche g6 · Pion noir sur case noire h6 · Fou noir sur case noire c5 · Pion noir sur case noire e5 · Pion blanc sur case blanche h5 · Roi blanc sur case blanche e4 · Fou blanc sur case blanche g4 · Pion blanc sur case blanche b3 · Pion blanc sur case blanche f3 · Dame noire sur case noire a1 | Cavalier noir sur case noire f8 · Roi noir sur case noire h8 · Dame blanche sur case blanche f7 · Pion noir sur case noire g7 · Tour noire sur case blanche h7 · Pion blanc sur case blanche g6 · Pion noir sur case noire h6 · Fou noir sur case noire c5 · Pion noir sur case noire e5 · Pion blanc sur case blanche h5 · Roi blanc sur case blanche e4 · Fou blanc sur case blanche g4 · Pion blanc sur case blanche b3 · Pion blanc sur case blanche f3 · Dame noire sur case noire a1 | 3 |
| 2 | Cavalier noir sur case noire f8 · Roi noir sur case noire h8 · Dame blanche sur case blanche f7 · Pion noir sur case noire g7 · Tour noire sur case blanche h7 · Pion blanc sur case blanche g6 · Pion noir sur case noire h6 · Fou noir sur case noire c5 · Pion noir sur case noire e5 · Pion blanc sur case blanche h5 · Roi blanc sur case blanche e4 · Fou blanc sur case blanche g4 · Pion blanc sur case blanche b3 · Pion blanc sur case blanche f3 · Dame noire sur case noire a1 | Cavalier noir sur case noire f8 · Roi noir sur case noire h8 · Dame blanche sur case blanche f7 · Pion noir sur case noire g7 · Tour noire sur case blanche h7 · Pion blanc sur case blanche g6 · Pion noir sur case noire h6 · Fou noir sur case noire c5 · Pion noir sur case noire e5 · Pion blanc sur case blanche h5 · Roi blanc sur case blanche e4 · Fou blanc sur case blanche g4 · Pion blanc sur case blanche b3 · Pion blanc sur case blanche f3 · Dame noire sur case noire a1 | Cavalier noir sur case noire f8 · Roi noir sur case noire h8 · Dame blanche sur case blanche f7 · Pion noir sur case noire g7 · Tour noire sur case blanche h7 · Pion blanc sur case blanche g6 · Pion noir sur case noire h6 · Fou noir sur case noire c5 · Pion noir sur case noire e5 · Pion blanc sur case blanche h5 · Roi blanc sur case blanche e4 · Fou blanc sur case blanche g4 · Pion blanc sur case blanche b3 · Pion blanc sur case blanche f3 · Dame noire sur case noire a1 | Cavalier noir sur case noire f8 · Roi noir sur case noire h8 · Dame blanche sur case blanche f7 · Pion noir sur case noire g7 · Tour noire sur case blanche h7 · Pion blanc sur case blanche g6 · Pion noir sur case noire h6 · Fou noir sur case noire c5 · Pion noir sur case noire e5 · Pion blanc sur case blanche h5 · Roi blanc sur case blanche e4 · Fou blanc sur case blanche g4 · Pion blanc sur case blanche b3 · Pion blanc sur case blanche f3 · Dame noire sur case noire a1 | Cavalier noir sur case noire f8 · Roi noir sur case noire h8 · Dame blanche sur case blanche f7 · Pion noir sur case noire g7 · Tour noire sur case blanche h7 · Pion blanc sur case blanche g6 · Pion noir sur case noire h6 · Fou noir sur case noire c5 · Pion noir sur case noire e5 · Pion blanc sur case blanche h5 · Roi blanc sur case blanche e4 · Fou blanc sur case blanche g4 · Pion blanc sur case blanche b3 · Pion blanc sur case blanche f3 · Dame noire sur case noire a1 | Cavalier noir sur case noire f8 · Roi noir sur case noire h8 · Dame blanche sur case blanche f7 · Pion noir sur case noire g7 · Tour noire sur case blanche h7 · Pion blanc sur case blanche g6 · Pion noir sur case noire h6 · Fou noir sur case noire c5 · Pion noir sur case noire e5 · Pion blanc sur case blanche h5 · Roi blanc sur case blanche e4 · Fou blanc sur case blanche g4 · Pion blanc sur case blanche b3 · Pion blanc sur case blanche f3 · Dame noire sur case noire a1 | Cavalier noir sur case noire f8 · Roi noir sur case noire h8 · Dame blanche sur case blanche f7 · Pion noir sur case noire g7 · Tour noire sur case blanche h7 · Pion blanc sur case blanche g6 · Pion noir sur case noire h6 · Fou noir sur case noire c5 · Pion noir sur case noire e5 · Pion blanc sur case blanche h5 · Roi blanc sur case blanche e4 · Fou blanc sur case blanche g4 · Pion blanc sur case blanche b3 · Pion blanc sur case blanche f3 · Dame noire sur case noire a1 | Cavalier noir sur case noire f8 · Roi noir sur case noire h8 · Dame blanche sur case blanche f7 · Pion noir sur case noire g7 · Tour noire sur case blanche h7 · Pion blanc sur case blanche g6 · Pion noir sur case noire h6 · Fou noir sur case noire c5 · Pion noir sur case noire e5 · Pion blanc sur case blanche h5 · Roi blanc sur case blanche e4 · Fou blanc sur case blanche g4 · Pion blanc sur case blanche b3 · Pion blanc sur case blanche f3 · Dame noire sur case noire a1 | 2 |
| 1 | Cavalier noir sur case noire f8 · Roi noir sur case noire h8 · Dame blanche sur case blanche f7 · Pion noir sur case noire g7 · Tour noire sur case blanche h7 · Pion blanc sur case blanche g6 · Pion noir sur case noire h6 · Fou noir sur case noire c5 · Pion noir sur case noire e5 · Pion blanc sur case blanche h5 · Roi blanc sur case blanche e4 · Fou blanc sur case blanche g4 · Pion blanc sur case blanche b3 · Pion blanc sur case blanche f3 · Dame noire sur case noire a1 | Cavalier noir sur case noire f8 · Roi noir sur case noire h8 · Dame blanche sur case blanche f7 · Pion noir sur case noire g7 · Tour noire sur case blanche h7 · Pion blanc sur case blanche g6 · Pion noir sur case noire h6 · Fou noir sur case noire c5 · Pion noir sur case noire e5 · Pion blanc sur case blanche h5 · Roi blanc sur case blanche e4 · Fou blanc sur case blanche g4 · Pion blanc sur case blanche b3 · Pion blanc sur case blanche f3 · Dame noire sur case noire a1 | Cavalier noir sur case noire f8 · Roi noir sur case noire h8 · Dame blanche sur case blanche f7 · Pion noir sur case noire g7 · Tour noire sur case blanche h7 · Pion blanc sur case blanche g6 · Pion noir sur case noire h6 · Fou noir sur case noire c5 · Pion noir sur case noire e5 · Pion blanc sur case blanche h5 · Roi blanc sur case blanche e4 · Fou blanc sur case blanche g4 · Pion blanc sur case blanche b3 · Pion blanc sur case blanche f3 · Dame noire sur case noire a1 | Cavalier noir sur case noire f8 · Roi noir sur case noire h8 · Dame blanche sur case blanche f7 · Pion noir sur case noire g7 · Tour noire sur case blanche h7 · Pion blanc sur case blanche g6 · Pion noir sur case noire h6 · Fou noir sur case noire c5 · Pion noir sur case noire e5 · Pion blanc sur case blanche h5 · Roi blanc sur case blanche e4 · Fou blanc sur case blanche g4 · Pion blanc sur case blanche b3 · Pion blanc sur case blanche f3 · Dame noire sur case noire a1 | Cavalier noir sur case noire f8 · Roi noir sur case noire h8 · Dame blanche sur case blanche f7 · Pion noir sur case noire g7 · Tour noire sur case blanche h7 · Pion blanc sur case blanche g6 · Pion noir sur case noire h6 · Fou noir sur case noire c5 · Pion noir sur case noire e5 · Pion blanc sur case blanche h5 · Roi blanc sur case blanche e4 · Fou blanc sur case blanche g4 · Pion blanc sur case blanche b3 · Pion blanc sur case blanche f3 · Dame noire sur case noire a1 | Cavalier noir sur case noire f8 · Roi noir sur case noire h8 · Dame blanche sur case blanche f7 · Pion noir sur case noire g7 · Tour noire sur case blanche h7 · Pion blanc sur case blanche g6 · Pion noir sur case noire h6 · Fou noir sur case noire c5 · Pion noir sur case noire e5 · Pion blanc sur case blanche h5 · Roi blanc sur case blanche e4 · Fou blanc sur case blanche g4 · Pion blanc sur case blanche b3 · Pion blanc sur case blanche f3 · Dame noire sur case noire a1 | Cavalier noir sur case noire f8 · Roi noir sur case noire h8 · Dame blanche sur case blanche f7 · Pion noir sur case noire g7 · Tour noire sur case blanche h7 · Pion blanc sur case blanche g6 · Pion noir sur case noire h6 · Fou noir sur case noire c5 · Pion noir sur case noire e5 · Pion blanc sur case blanche h5 · Roi blanc sur case blanche e4 · Fou blanc sur case blanche g4 · Pion blanc sur case blanche b3 · Pion blanc sur case blanche f3 · Dame noire sur case noire a1 | Cavalier noir sur case noire f8 · Roi noir sur case noire h8 · Dame blanche sur case blanche f7 · Pion noir sur case noire g7 · Tour noire sur case blanche h7 · Pion blanc sur case blanche g6 · Pion noir sur case noire h6 · Fou noir sur case noire c5 · Pion noir sur case noire e5 · Pion blanc sur case blanche h5 · Roi blanc sur case blanche e4 · Fou blanc sur case blanche g4 · Pion blanc sur case blanche b3 · Pion blanc sur case blanche f3 · Dame noire sur case noire a1 | 1 |
|   | a | b | c | d | e | f | g | h |   |

40. ..a3 41. Df7 Dc2+ 42. Rd5 Dc5+ 43. Re4 a2 44. Tc1 a1D 45. Txc5 Fxc5 (diagramme)
Cet échange de dames atypique a coûté une tour aux Blancs. La position de la tour h7 et celle du cavalier f8, complètement dominé par les pions et le fou blancs, permettent aux Blancs de continuer malgré leur déficit de matériel.
46. Dd5 De1+ 47. Rd3 Dd1+ 48. Rc4 Dxd5+ 49. Rxd5 Fa3 50. Ff5 Rg8 51. Rxe5 Th8
Enfin, la tour est libérée. Il reste maintenant à trouver comment l'utiliser pour gagner la partie.
52. Rd5 Ch7!
La libération passe par le sacrifice d'une autre pièce, le cavalier cette fois, sur cette même case h7. À noter que Cxg6 se heurte à Fxg6 suivi de Re6, et les noirs sont complètement bloqués.
53. gxh7+ Rf7
54. Fg6+
Les Blancs continuent dans l'idée de bloquer la position mais, grâce à la précision de leurs derniers coups, les Noirs parviennent à extirper leurs pièces.
54. ..Rf6 55. f4 Fc1 56. f5 Fd2 57. Rd6 Fe1 58. Rd7 Fb4 59. Rc7 Re5 60. Rd7 Fa3 61. Rc6 Rd4 62. Rc7 Rc3 63. Rd7 Rb4 64. Rd6 Rxb3+
Maintenant que ce pion est capturé, l'objectif des Noirs est d'obliger le roi blanc à se placer dans une position défavorable.
|   | a | b | c | d | e | f | g | h |   |
| 8 | Roi blanc sur case blanche c8 · Fou blanc sur case blanche e8 · Pion blanc sur case blanche h7 · Tour noire sur case noire b6 · Roi noir sur case noire d6 · Pion blanc sur case blanche g6 · Pion noir sur case noire h6 · Fou noir sur case noire e5 · Pion blanc sur case blanche h5 | Roi blanc sur case blanche c8 · Fou blanc sur case blanche e8 · Pion blanc sur case blanche h7 · Tour noire sur case noire b6 · Roi noir sur case noire d6 · Pion blanc sur case blanche g6 · Pion noir sur case noire h6 · Fou noir sur case noire e5 · Pion blanc sur case blanche h5 | Roi blanc sur case blanche c8 · Fou blanc sur case blanche e8 · Pion blanc sur case blanche h7 · Tour noire sur case noire b6 · Roi noir sur case noire d6 · Pion blanc sur case blanche g6 · Pion noir sur case noire h6 · Fou noir sur case noire e5 · Pion blanc sur case blanche h5 | Roi blanc sur case blanche c8 · Fou blanc sur case blanche e8 · Pion blanc sur case blanche h7 · Tour noire sur case noire b6 · Roi noir sur case noire d6 · Pion blanc sur case blanche g6 · Pion noir sur case noire h6 · Fou noir sur case noire e5 · Pion blanc sur case blanche h5 | Roi blanc sur case blanche c8 · Fou blanc sur case blanche e8 · Pion blanc sur case blanche h7 · Tour noire sur case noire b6 · Roi noir sur case noire d6 · Pion blanc sur case blanche g6 · Pion noir sur case noire h6 · Fou noir sur case noire e5 · Pion blanc sur case blanche h5 | Roi blanc sur case blanche c8 · Fou blanc sur case blanche e8 · Pion blanc sur case blanche h7 · Tour noire sur case noire b6 · Roi noir sur case noire d6 · Pion blanc sur case blanche g6 · Pion noir sur case noire h6 · Fou noir sur case noire e5 · Pion blanc sur case blanche h5 | Roi blanc sur case blanche c8 · Fou blanc sur case blanche e8 · Pion blanc sur case blanche h7 · Tour noire sur case noire b6 · Roi noir sur case noire d6 · Pion blanc sur case blanche g6 · Pion noir sur case noire h6 · Fou noir sur case noire e5 · Pion blanc sur case blanche h5 | Roi blanc sur case blanche c8 · Fou blanc sur case blanche e8 · Pion blanc sur case blanche h7 · Tour noire sur case noire b6 · Roi noir sur case noire d6 · Pion blanc sur case blanche g6 · Pion noir sur case noire h6 · Fou noir sur case noire e5 · Pion blanc sur case blanche h5 | 8 |
| 7 | Roi blanc sur case blanche c8 · Fou blanc sur case blanche e8 · Pion blanc sur case blanche h7 · Tour noire sur case noire b6 · Roi noir sur case noire d6 · Pion blanc sur case blanche g6 · Pion noir sur case noire h6 · Fou noir sur case noire e5 · Pion blanc sur case blanche h5 | Roi blanc sur case blanche c8 · Fou blanc sur case blanche e8 · Pion blanc sur case blanche h7 · Tour noire sur case noire b6 · Roi noir sur case noire d6 · Pion blanc sur case blanche g6 · Pion noir sur case noire h6 · Fou noir sur case noire e5 · Pion blanc sur case blanche h5 | Roi blanc sur case blanche c8 · Fou blanc sur case blanche e8 · Pion blanc sur case blanche h7 · Tour noire sur case noire b6 · Roi noir sur case noire d6 · Pion blanc sur case blanche g6 · Pion noir sur case noire h6 · Fou noir sur case noire e5 · Pion blanc sur case blanche h5 | Roi blanc sur case blanche c8 · Fou blanc sur case blanche e8 · Pion blanc sur case blanche h7 · Tour noire sur case noire b6 · Roi noir sur case noire d6 · Pion blanc sur case blanche g6 · Pion noir sur case noire h6 · Fou noir sur case noire e5 · Pion blanc sur case blanche h5 | Roi blanc sur case blanche c8 · Fou blanc sur case blanche e8 · Pion blanc sur case blanche h7 · Tour noire sur case noire b6 · Roi noir sur case noire d6 · Pion blanc sur case blanche g6 · Pion noir sur case noire h6 · Fou noir sur case noire e5 · Pion blanc sur case blanche h5 | Roi blanc sur case blanche c8 · Fou blanc sur case blanche e8 · Pion blanc sur case blanche h7 · Tour noire sur case noire b6 · Roi noir sur case noire d6 · Pion blanc sur case blanche g6 · Pion noir sur case noire h6 · Fou noir sur case noire e5 · Pion blanc sur case blanche h5 | Roi blanc sur case blanche c8 · Fou blanc sur case blanche e8 · Pion blanc sur case blanche h7 · Tour noire sur case noire b6 · Roi noir sur case noire d6 · Pion blanc sur case blanche g6 · Pion noir sur case noire h6 · Fou noir sur case noire e5 · Pion blanc sur case blanche h5 | Roi blanc sur case blanche c8 · Fou blanc sur case blanche e8 · Pion blanc sur case blanche h7 · Tour noire sur case noire b6 · Roi noir sur case noire d6 · Pion blanc sur case blanche g6 · Pion noir sur case noire h6 · Fou noir sur case noire e5 · Pion blanc sur case blanche h5 | 7 |
| 6 | Roi blanc sur case blanche c8 · Fou blanc sur case blanche e8 · Pion blanc sur case blanche h7 · Tour noire sur case noire b6 · Roi noir sur case noire d6 · Pion blanc sur case blanche g6 · Pion noir sur case noire h6 · Fou noir sur case noire e5 · Pion blanc sur case blanche h5 | Roi blanc sur case blanche c8 · Fou blanc sur case blanche e8 · Pion blanc sur case blanche h7 · Tour noire sur case noire b6 · Roi noir sur case noire d6 · Pion blanc sur case blanche g6 · Pion noir sur case noire h6 · Fou noir sur case noire e5 · Pion blanc sur case blanche h5 | Roi blanc sur case blanche c8 · Fou blanc sur case blanche e8 · Pion blanc sur case blanche h7 · Tour noire sur case noire b6 · Roi noir sur case noire d6 · Pion blanc sur case blanche g6 · Pion noir sur case noire h6 · Fou noir sur case noire e5 · Pion blanc sur case blanche h5 | Roi blanc sur case blanche c8 · Fou blanc sur case blanche e8 · Pion blanc sur case blanche h7 · Tour noire sur case noire b6 · Roi noir sur case noire d6 · Pion blanc sur case blanche g6 · Pion noir sur case noire h6 · Fou noir sur case noire e5 · Pion blanc sur case blanche h5 | Roi blanc sur case blanche c8 · Fou blanc sur case blanche e8 · Pion blanc sur case blanche h7 · Tour noire sur case noire b6 · Roi noir sur case noire d6 · Pion blanc sur case blanche g6 · Pion noir sur case noire h6 · Fou noir sur case noire e5 · Pion blanc sur case blanche h5 | Roi blanc sur case blanche c8 · Fou blanc sur case blanche e8 · Pion blanc sur case blanche h7 · Tour noire sur case noire b6 · Roi noir sur case noire d6 · Pion blanc sur case blanche g6 · Pion noir sur case noire h6 · Fou noir sur case noire e5 · Pion blanc sur case blanche h5 | Roi blanc sur case blanche c8 · Fou blanc sur case blanche e8 · Pion blanc sur case blanche h7 · Tour noire sur case noire b6 · Roi noir sur case noire d6 · Pion blanc sur case blanche g6 · Pion noir sur case noire h6 · Fou noir sur case noire e5 · Pion blanc sur case blanche h5 | Roi blanc sur case blanche c8 · Fou blanc sur case blanche e8 · Pion blanc sur case blanche h7 · Tour noire sur case noire b6 · Roi noir sur case noire d6 · Pion blanc sur case blanche g6 · Pion noir sur case noire h6 · Fou noir sur case noire e5 · Pion blanc sur case blanche h5 | 6 |
| 5 | Roi blanc sur case blanche c8 · Fou blanc sur case blanche e8 · Pion blanc sur case blanche h7 · Tour noire sur case noire b6 · Roi noir sur case noire d6 · Pion blanc sur case blanche g6 · Pion noir sur case noire h6 · Fou noir sur case noire e5 · Pion blanc sur case blanche h5 | Roi blanc sur case blanche c8 · Fou blanc sur case blanche e8 · Pion blanc sur case blanche h7 · Tour noire sur case noire b6 · Roi noir sur case noire d6 · Pion blanc sur case blanche g6 · Pion noir sur case noire h6 · Fou noir sur case noire e5 · Pion blanc sur case blanche h5 | Roi blanc sur case blanche c8 · Fou blanc sur case blanche e8 · Pion blanc sur case blanche h7 · Tour noire sur case noire b6 · Roi noir sur case noire d6 · Pion blanc sur case blanche g6 · Pion noir sur case noire h6 · Fou noir sur case noire e5 · Pion blanc sur case blanche h5 | Roi blanc sur case blanche c8 · Fou blanc sur case blanche e8 · Pion blanc sur case blanche h7 · Tour noire sur case noire b6 · Roi noir sur case noire d6 · Pion blanc sur case blanche g6 · Pion noir sur case noire h6 · Fou noir sur case noire e5 · Pion blanc sur case blanche h5 | Roi blanc sur case blanche c8 · Fou blanc sur case blanche e8 · Pion blanc sur case blanche h7 · Tour noire sur case noire b6 · Roi noir sur case noire d6 · Pion blanc sur case blanche g6 · Pion noir sur case noire h6 · Fou noir sur case noire e5 · Pion blanc sur case blanche h5 | Roi blanc sur case blanche c8 · Fou blanc sur case blanche e8 · Pion blanc sur case blanche h7 · Tour noire sur case noire b6 · Roi noir sur case noire d6 · Pion blanc sur case blanche g6 · Pion noir sur case noire h6 · Fou noir sur case noire e5 · Pion blanc sur case blanche h5 | Roi blanc sur case blanche c8 · Fou blanc sur case blanche e8 · Pion blanc sur case blanche h7 · Tour noire sur case noire b6 · Roi noir sur case noire d6 · Pion blanc sur case blanche g6 · Pion noir sur case noire h6 · Fou noir sur case noire e5 · Pion blanc sur case blanche h5 | Roi blanc sur case blanche c8 · Fou blanc sur case blanche e8 · Pion blanc sur case blanche h7 · Tour noire sur case noire b6 · Roi noir sur case noire d6 · Pion blanc sur case blanche g6 · Pion noir sur case noire h6 · Fou noir sur case noire e5 · Pion blanc sur case blanche h5 | 5 |
| 4 | Roi blanc sur case blanche c8 · Fou blanc sur case blanche e8 · Pion blanc sur case blanche h7 · Tour noire sur case noire b6 · Roi noir sur case noire d6 · Pion blanc sur case blanche g6 · Pion noir sur case noire h6 · Fou noir sur case noire e5 · Pion blanc sur case blanche h5 | Roi blanc sur case blanche c8 · Fou blanc sur case blanche e8 · Pion blanc sur case blanche h7 · Tour noire sur case noire b6 · Roi noir sur case noire d6 · Pion blanc sur case blanche g6 · Pion noir sur case noire h6 · Fou noir sur case noire e5 · Pion blanc sur case blanche h5 | Roi blanc sur case blanche c8 · Fou blanc sur case blanche e8 · Pion blanc sur case blanche h7 · Tour noire sur case noire b6 · Roi noir sur case noire d6 · Pion blanc sur case blanche g6 · Pion noir sur case noire h6 · Fou noir sur case noire e5 · Pion blanc sur case blanche h5 | Roi blanc sur case blanche c8 · Fou blanc sur case blanche e8 · Pion blanc sur case blanche h7 · Tour noire sur case noire b6 · Roi noir sur case noire d6 · Pion blanc sur case blanche g6 · Pion noir sur case noire h6 · Fou noir sur case noire e5 · Pion blanc sur case blanche h5 | Roi blanc sur case blanche c8 · Fou blanc sur case blanche e8 · Pion blanc sur case blanche h7 · Tour noire sur case noire b6 · Roi noir sur case noire d6 · Pion blanc sur case blanche g6 · Pion noir sur case noire h6 · Fou noir sur case noire e5 · Pion blanc sur case blanche h5 | Roi blanc sur case blanche c8 · Fou blanc sur case blanche e8 · Pion blanc sur case blanche h7 · Tour noire sur case noire b6 · Roi noir sur case noire d6 · Pion blanc sur case blanche g6 · Pion noir sur case noire h6 · Fou noir sur case noire e5 · Pion blanc sur case blanche h5 | Roi blanc sur case blanche c8 · Fou blanc sur case blanche e8 · Pion blanc sur case blanche h7 · Tour noire sur case noire b6 · Roi noir sur case noire d6 · Pion blanc sur case blanche g6 · Pion noir sur case noire h6 · Fou noir sur case noire e5 · Pion blanc sur case blanche h5 | Roi blanc sur case blanche c8 · Fou blanc sur case blanche e8 · Pion blanc sur case blanche h7 · Tour noire sur case noire b6 · Roi noir sur case noire d6 · Pion blanc sur case blanche g6 · Pion noir sur case noire h6 · Fou noir sur case noire e5 · Pion blanc sur case blanche h5 | 4 |
| 3 | Roi blanc sur case blanche c8 · Fou blanc sur case blanche e8 · Pion blanc sur case blanche h7 · Tour noire sur case noire b6 · Roi noir sur case noire d6 · Pion blanc sur case blanche g6 · Pion noir sur case noire h6 · Fou noir sur case noire e5 · Pion blanc sur case blanche h5 | Roi blanc sur case blanche c8 · Fou blanc sur case blanche e8 · Pion blanc sur case blanche h7 · Tour noire sur case noire b6 · Roi noir sur case noire d6 · Pion blanc sur case blanche g6 · Pion noir sur case noire h6 · Fou noir sur case noire e5 · Pion blanc sur case blanche h5 | Roi blanc sur case blanche c8 · Fou blanc sur case blanche e8 · Pion blanc sur case blanche h7 · Tour noire sur case noire b6 · Roi noir sur case noire d6 · Pion blanc sur case blanche g6 · Pion noir sur case noire h6 · Fou noir sur case noire e5 · Pion blanc sur case blanche h5 | Roi blanc sur case blanche c8 · Fou blanc sur case blanche e8 · Pion blanc sur case blanche h7 · Tour noire sur case noire b6 · Roi noir sur case noire d6 · Pion blanc sur case blanche g6 · Pion noir sur case noire h6 · Fou noir sur case noire e5 · Pion blanc sur case blanche h5 | Roi blanc sur case blanche c8 · Fou blanc sur case blanche e8 · Pion blanc sur case blanche h7 · Tour noire sur case noire b6 · Roi noir sur case noire d6 · Pion blanc sur case blanche g6 · Pion noir sur case noire h6 · Fou noir sur case noire e5 · Pion blanc sur case blanche h5 | Roi blanc sur case blanche c8 · Fou blanc sur case blanche e8 · Pion blanc sur case blanche h7 · Tour noire sur case noire b6 · Roi noir sur case noire d6 · Pion blanc sur case blanche g6 · Pion noir sur case noire h6 · Fou noir sur case noire e5 · Pion blanc sur case blanche h5 | Roi blanc sur case blanche c8 · Fou blanc sur case blanche e8 · Pion blanc sur case blanche h7 · Tour noire sur case noire b6 · Roi noir sur case noire d6 · Pion blanc sur case blanche g6 · Pion noir sur case noire h6 · Fou noir sur case noire e5 · Pion blanc sur case blanche h5 | Roi blanc sur case blanche c8 · Fou blanc sur case blanche e8 · Pion blanc sur case blanche h7 · Tour noire sur case noire b6 · Roi noir sur case noire d6 · Pion blanc sur case blanche g6 · Pion noir sur case noire h6 · Fou noir sur case noire e5 · Pion blanc sur case blanche h5 | 3 |
| 2 | Roi blanc sur case blanche c8 · Fou blanc sur case blanche e8 · Pion blanc sur case blanche h7 · Tour noire sur case noire b6 · Roi noir sur case noire d6 · Pion blanc sur case blanche g6 · Pion noir sur case noire h6 · Fou noir sur case noire e5 · Pion blanc sur case blanche h5 | Roi blanc sur case blanche c8 · Fou blanc sur case blanche e8 · Pion blanc sur case blanche h7 · Tour noire sur case noire b6 · Roi noir sur case noire d6 · Pion blanc sur case blanche g6 · Pion noir sur case noire h6 · Fou noir sur case noire e5 · Pion blanc sur case blanche h5 | Roi blanc sur case blanche c8 · Fou blanc sur case blanche e8 · Pion blanc sur case blanche h7 · Tour noire sur case noire b6 · Roi noir sur case noire d6 · Pion blanc sur case blanche g6 · Pion noir sur case noire h6 · Fou noir sur case noire e5 · Pion blanc sur case blanche h5 | Roi blanc sur case blanche c8 · Fou blanc sur case blanche e8 · Pion blanc sur case blanche h7 · Tour noire sur case noire b6 · Roi noir sur case noire d6 · Pion blanc sur case blanche g6 · Pion noir sur case noire h6 · Fou noir sur case noire e5 · Pion blanc sur case blanche h5 | Roi blanc sur case blanche c8 · Fou blanc sur case blanche e8 · Pion blanc sur case blanche h7 · Tour noire sur case noire b6 · Roi noir sur case noire d6 · Pion blanc sur case blanche g6 · Pion noir sur case noire h6 · Fou noir sur case noire e5 · Pion blanc sur case blanche h5 | Roi blanc sur case blanche c8 · Fou blanc sur case blanche e8 · Pion blanc sur case blanche h7 · Tour noire sur case noire b6 · Roi noir sur case noire d6 · Pion blanc sur case blanche g6 · Pion noir sur case noire h6 · Fou noir sur case noire e5 · Pion blanc sur case blanche h5 | Roi blanc sur case blanche c8 · Fou blanc sur case blanche e8 · Pion blanc sur case blanche h7 · Tour noire sur case noire b6 · Roi noir sur case noire d6 · Pion blanc sur case blanche g6 · Pion noir sur case noire h6 · Fou noir sur case noire e5 · Pion blanc sur case blanche h5 | Roi blanc sur case blanche c8 · Fou blanc sur case blanche e8 · Pion blanc sur case blanche h7 · Tour noire sur case noire b6 · Roi noir sur case noire d6 · Pion blanc sur case blanche g6 · Pion noir sur case noire h6 · Fou noir sur case noire e5 · Pion blanc sur case blanche h5 | 2 |
| 1 | Roi blanc sur case blanche c8 · Fou blanc sur case blanche e8 · Pion blanc sur case blanche h7 · Tour noire sur case noire b6 · Roi noir sur case noire d6 · Pion blanc sur case blanche g6 · Pion noir sur case noire h6 · Fou noir sur case noire e5 · Pion blanc sur case blanche h5 | Roi blanc sur case blanche c8 · Fou blanc sur case blanche e8 · Pion blanc sur case blanche h7 · Tour noire sur case noire b6 · Roi noir sur case noire d6 · Pion blanc sur case blanche g6 · Pion noir sur case noire h6 · Fou noir sur case noire e5 · Pion blanc sur case blanche h5 | Roi blanc sur case blanche c8 · Fou blanc sur case blanche e8 · Pion blanc sur case blanche h7 · Tour noire sur case noire b6 · Roi noir sur case noire d6 · Pion blanc sur case blanche g6 · Pion noir sur case noire h6 · Fou noir sur case noire e5 · Pion blanc sur case blanche h5 | Roi blanc sur case blanche c8 · Fou blanc sur case blanche e8 · Pion blanc sur case blanche h7 · Tour noire sur case noire b6 · Roi noir sur case noire d6 · Pion blanc sur case blanche g6 · Pion noir sur case noire h6 · Fou noir sur case noire e5 · Pion blanc sur case blanche h5 | Roi blanc sur case blanche c8 · Fou blanc sur case blanche e8 · Pion blanc sur case blanche h7 · Tour noire sur case noire b6 · Roi noir sur case noire d6 · Pion blanc sur case blanche g6 · Pion noir sur case noire h6 · Fou noir sur case noire e5 · Pion blanc sur case blanche h5 | Roi blanc sur case blanche c8 · Fou blanc sur case blanche e8 · Pion blanc sur case blanche h7 · Tour noire sur case noire b6 · Roi noir sur case noire d6 · Pion blanc sur case blanche g6 · Pion noir sur case noire h6 · Fou noir sur case noire e5 · Pion blanc sur case blanche h5 | Roi blanc sur case blanche c8 · Fou blanc sur case blanche e8 · Pion blanc sur case blanche h7 · Tour noire sur case noire b6 · Roi noir sur case noire d6 · Pion blanc sur case blanche g6 · Pion noir sur case noire h6 · Fou noir sur case noire e5 · Pion blanc sur case blanche h5 | Roi blanc sur case blanche c8 · Fou blanc sur case blanche e8 · Pion blanc sur case blanche h7 · Tour noire sur case noire b6 · Roi noir sur case noire d6 · Pion blanc sur case blanche g6 · Pion noir sur case noire h6 · Fou noir sur case noire e5 · Pion blanc sur case blanche h5 | 1 |
|   | a | b | c | d | e | f | g | h |   |

65. Rd5 Fb2 66. Rd6 Ff6 67. Rc5 Rc3 68. Rd6 Rd4 69. Rc6 Td8 70. Rb6 Rd5 71. Rc7 Rc5 72. Ff7 g5 73. fxg6 Td6
Le fou f6 empêchant la promotion des pions blancs, la tour noire peut donc pleinement entrer en jeu.
74. Fe8 Fe5 75. Rb7 Tb6+ 76. Rc8 Rd6 (diagramme) 0-1
Les Blancs abandonnent car ils n'ont aucune défense contre Re7, suivi de Tb8 mat.
Cette partie a été largement commentée dans le monde échiquéen, recevant divers superlatifs. Selon Peter Doggers, auteur de livres sur les échecs et éditeur du site internet spécialisé Chessvibes, elle « peut être considérée comme la meilleure partie de la décennie ».

### Autres parties remarquables
- (en) « Sergej Karjakin - MVL, championnat du monde des moins de 10 ans, Oropesa del Mar, 2000, défense sicilienne, variante du dragon (B39), 0-1 »
- (en) « Anthony Kosten - MVL, championnat de France 2005, défense est-indienne (A48), 0-1 »
- (en) « Arkadi Naiditsch - MVL, tournoi open Aeroflot 2006, défense sicilienne, variante Najdorf (B96), 0-1 »
- (en) « MVL - Wang Yue, Lausanne Young Masters 2006, défense sicilienne (B30), 1-0 »
- (en) « MVL - Viktor Bologan, tournoi de Wijk aan Zee-B 2007, défense Caro-Kann (B12) 1-0 »
- (en) « Igor Miladinović - MVL, championnat d'Europe 2008, attaque Trompowsky (A45), 0-1 »
- (en) « Magnus Carlsen - MVL, AI cup 2023, Gambit dame accepté (D20), 0-1 »

## Filmographie
- 2015 : Le Tournoi, film français réalisé par Élodie Namer — Maxime Vachier-Lagrave fait une apparition dans le film (figuration), dans la scène de la partie à l'aveugle en simultanée de Cal[100].

## Publication
- Maxime Vachier-Lagrave, Joueur d'échecs, Fayard, coll. « Documents », octobre 2017, 252 p. (ISBN 978-2-213-70706-8, lire en ligne) [présentation en ligne]